# Lijst van versies van Mozilla Firefox
Deze pagina somt de versiegeschiedenis van webbrowser Mozilla Firefox op, met daarin de belangrijkste wijzigingen en de datum waarop de versies werden uitgegeven. De nummering voor iOS wijkt af van de andere Firefoxversies en wordt in dit artikel niet behandeld.

## Firefox 1
Op 9 november 2004 werd Firefox versie 1.0 gelanceerd, tegelijk met een groots opgezette reclamecampagne door Spread Firefox. De Nederlandstalige versie verscheen op 3 december van dat jaar. Op 29 april 2005 passeerde Firefox de mijlpaal van 50 miljoen downloads. Ter ere hiervan werd een penning uitgebracht. Deze werd verzonden aan gebruikers die hadden bijgedragen aan de verspreiding van Firefox. Op 19 oktober 2005 werd de mijlpaal van 100 miljoen downloads gehaald en op 29 november verscheen versie 1.5 die tijdens de eerste 36 uur meer dan 2 miljoen keer werd gedownload. Op 31 juli 2006 werd Firefox voor de 200 miljoenste keer gedownload.

## Firefox 2
Op 24 oktober 2006 werd versie 2.0 gelanceerd. In de eerste 12 uur haalde Firefox op CNET's download.com meer dan 8 miljoen downloads. In versie 2.0 werd tabbed browsing verbeterd en een beveiliging tegen phishing toegevoegd in de vorm van een automatisch controle op de URL van de bezochte website.

## Firefox 3

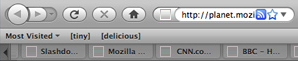
Preview van hoe tabs er in Firefox 3 eruitzien onder Mac OS X

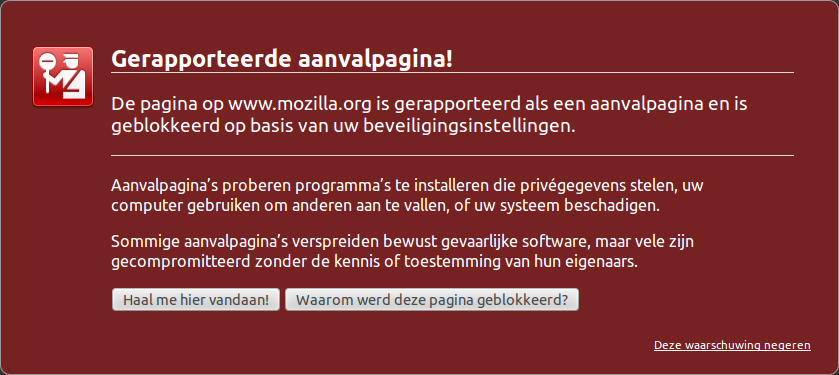
Waarschuwing voor vervalste website (Firefox 18) via Google Safe Browsing-technologie

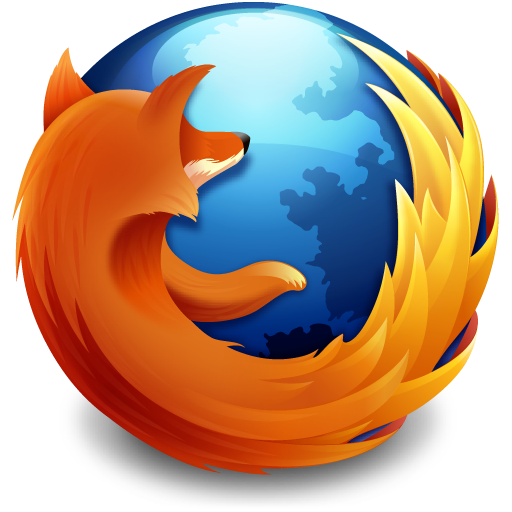
Voormalig logo van Firefox (versie 3.5 tot en met 22)

Op 17 juni 2008 werd versie 3.0 gelanceerd, wat gepaard ging met een poging om in het Guinness Book of Records te komen met het "meeste aantal downloads in een dag". Wereldwijd waren er zo'n 8 miljoen downloads in de eerste 24 uur. Firefox 3 had een aantal nieuwe functies gekregen, zoals waarschuwingen voor onveilige websites (door Google Safe Browsing) en daarnaast was ook het geheugengebruik van Firefox teruggebracht. Firefox 3 is ongeveer negenmaal zo snel als IE 7 en 2-4 maal zo snel als Firefox 2. Het geheugengebruik is tweemaal kleiner dan Firefox 2 en 4.7 maal kleiner dan IE7.
Op 30 juni 2009 werd Firefox versie 3.5 gelanceerd die gebaseerd is op de Gecko 1.9.1-engine met vele nieuwe functies zoals privénavigatie (private mode); ondersteuning voor de HTML5-video- en audio-elementen, waaronder standaard ondersteuning voor Ogg Theora-video en Vorbis-audio; de mogelijkheid om uw locatie te bepalen in uw browser.
Op 21 januari 2010 werd Firefox versie 3.6 gelanceerd. Deze versie bevat onder andere persona's (skins voor de werkbalken), geeft meldingen als er een update beschikbaar is voor een van de add-ons enz.

## Firefox 4
Op 22 maart 2011 bracht Mozilla Firefox 4.0 op de markt. Net zoals bij Opera en Google Chrome is het in die versie mogelijk om de menubalk te verbergen en om de tabbladen bovenaan het browservenster weer te geven. Een dag na de lancering van het programma was het al 6,9 miljoen keer gedownload. Verder zou de browser 6 keer sneller zijn dan Firefox 3.6. Hij kan ook gebruikmaken van de hardware van de computer. Voorts is er een verregaande ondersteuning voor HTML5. Vanaf deze versie probeert Mozilla ook sneller nieuwe versies van Firefox uit te brengen. Het volgt hiermee het voorbeeld van Google Chrome.

## Snellere opvolging

### Firefox 5
Op 21 juni 2011 bracht Mozilla Firefox 5.0 op de markt. Firefox was echter al een dag voordien gelekt op de FTP-server van Mozilla. Versie 5 is tevens de start van Mozilla's plan om sneller nieuwe versies vrij te geven. Hiermee treedt Mozilla in de voetsporen van Google Chromes snelle vrijgavecyclus en snelle opvolging van versienummers. Mozilla hanteert een zeswekelijks uitgaveschema.

### Firefox 6
Firefox 6.0 verscheen op 16 augustus 2011. Enkele veranderingen: de opstarttijd is gereduceerd, de add-on Scratchpad - waarmee JavaScript kan getest worden - is geïntegreerd in de browser en de Permission Manager - waarmee ingesteld kan worden welke persoonlijke informatie een bepaalde website mag gebruiken - is vernieuwd.

### Firefox 7
Firefox 7 verscheen op 27 september 2011. In deze versie is het geheugenbeheer drastisch verbeterd. Daarnaast synchroniseert Firefox Sync sneller, is er een verbeterde ondersteuning voor MathML en is de rendering-backend voor operaties op Canvas-HTML-elementen op Windows aangepast. Firefox ondersteunt vanaf deze versie ook de CSS-eigenschap "text-overflow". Voorts wordt de "http"-header in de adresbalk niet langer weergegeven.
Na de lancering van Firefox 7 bleken de add-ons bij sommige gebruikers verdwenen. De upgrade werd daarom tijdelijk stilgelegd. Op 29 september verscheen Firefox 7.0.1, dat het probleem oploste.

### Firefox 8
Versie 8 verscheen op 8 november 2011. Ten opzichte van versie 7 werd gesleuteld aan het systeem van add-ons: add-ons die door programma's van derden worden geïnstalleerd, zijn standaard uitgeschakeld. Na installatie verschijnt er ook een venster met alle geïnstalleerde add-ons. Voorts bevat de zoekbalk nu ook zoeken in Twitter. Herstellen van vensters en tabbladen verloopt sneller en kan selectiever. De presentaties en het geheugenverbruik bij <audio>- en <video>-elementen is verbeterd. Ook de ondersteuning van WebGL, WebSocket, HTML5, CSS en JavaScript werd verbeterd. Firefox 8.0.1 werd uitgegeven op 17 november 2011.

### Firefox 9
Firefox 9 beschikt over een beter extensiebeleid waardoor extensies standaard niet uitgeschakeld worden na een update, enkel wanneer ze niet blijken te werken. De stabiele versie verscheen op 20 december 2011 en was al één dag vroeger te downloaden vanaf de FTP-server van Mozilla. Versie 9.0.1 kwam één dag later uit. Firefox 9 brengt een 20 tot 30% verbeterde JavaScript-engine met zich mee om zo weer een stap dichter te komen bij de prestaties die bereikt worden met programmeertalen zoals C en C++. Verder is de integratie met Mac OS X-thema's verbeterd.

### Firefox 10
Eind januari 2012 verscheen Firefox 10. De ondersteuning van CSS3 en HTML5 werd verbeterd. Elke add-on die ontwikkeld werd voor Firefox 4 of hoger zou ook in versie 10 moeten werken dankzij de automatische opwaardering van de versie waarmee de extensie compatibel is. Webapplicaties kunnen voortaan in de modus voor volledig scherm worden weergegeven. Firefox 10 is ook de eerste zogeheten Extended Support Release: de versie wordt tot een jaar na uitbrengen voorzien van updates, waardoor bijvoorbeeld bedrijven niet om de zes weken de nieuwe versie hoeven te installeren. ESR werd ingevoerd uit ontevredenheid vanuit bedrijven over het versnelde uitgaveschema, waardoor systeembeheerders minder tijd krijgen om een nieuwe versie van Firefox uitgebreid te testen.

### Firefox 11
Firefox 11 verscheen in maart 2012 en kreeg onder andere volgende nieuwigheden: instellingen importeren uit Chrome, herontworpen HTML5-knoppen, add-ons en hun instellingen synchroniseren tussen verschillende systemen. Ook werd er Page Inspector Tilt aan Firefox toegevoegd waarmee men kan zien welke elementen zijn verborgen.

### Firefox 12
Firefox 12 is de laatste versie die op Windows 2000, XP en XP met Service Pack 1 werkt. Het updatemechanisme werd aangepast, zodat een gebruiker geen UAC-melding krijgt bij het upgraden naar een nieuwe versie van Firefox.

### Firefox 13

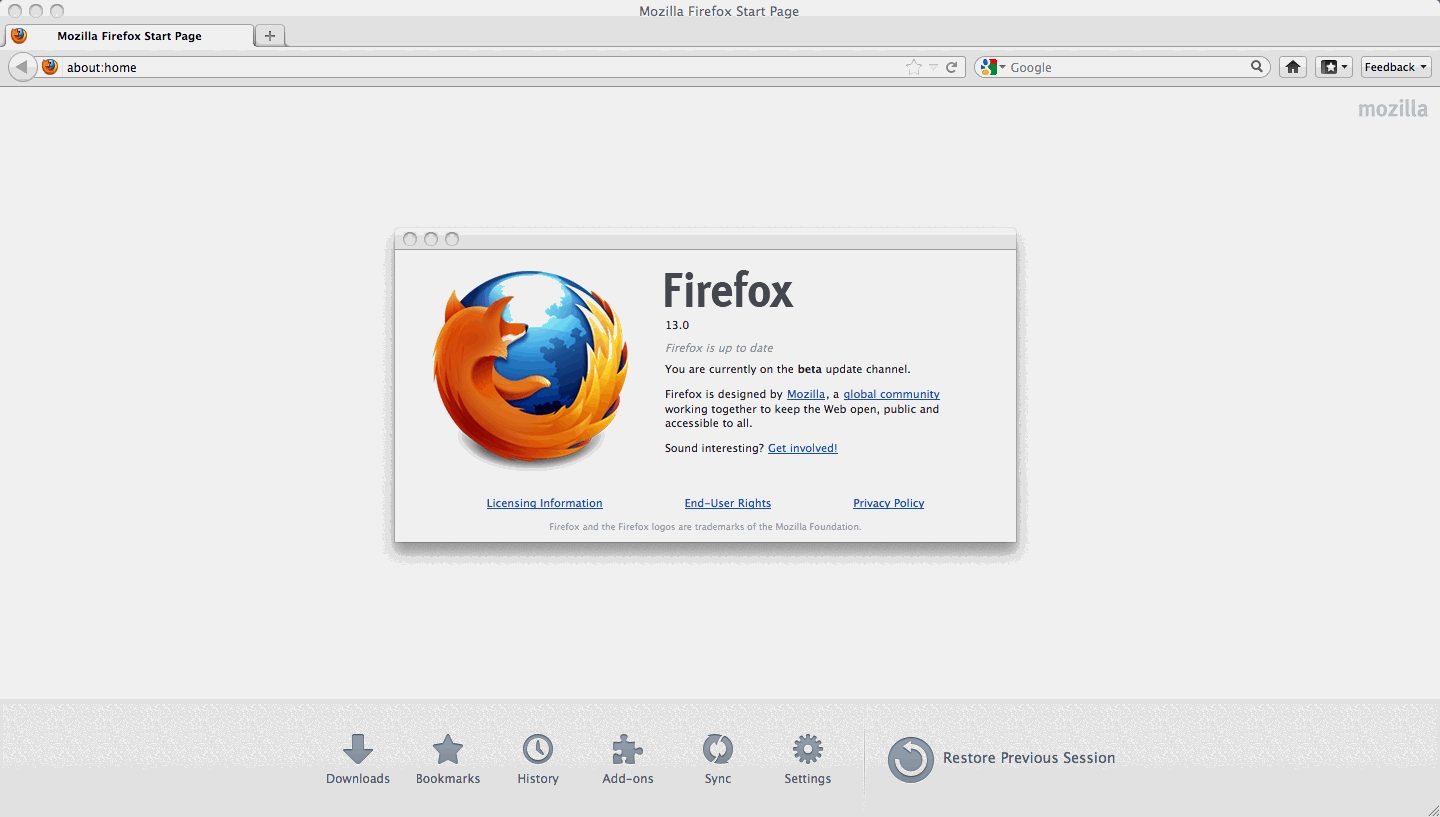
Firefox 13 op een Mac

Firefox 13 is in juni 2012 uitgebracht. Deze versie beschikt over een speeddial-pagina waarin vaak gebruikte websites komen te staan, net zoals bij de browsers Opera en Safari. De startpagina werd in deze versie vernieuwd met links naar vaak gebruikte onderdelen, zoals de add-onmanager, recente downloads en instellingen. Daarnaast werden ook nieuwe CSS-elementen geïmplementeerd. Sinds Firefox 13 staat tabs-on-demand (tabbladen op aanvraag) standaard aan. Hierdoor worden tabbladen na een herstart pas geladen wanneer erop geklikt wordt. Dit zou moeten zorgen voor snelheidswinst.
Verder is de ondersteuning voor SPDY standaard geactiveerd. Het was reeds sinds versie 11 beschikbaar voor testdoeleinden.

### Firefox 14
Firefox 14 verscheen in juli 2012. Deze versie kreeg een zogeheten click-to-play-functie, die het mogelijk maakt om externe plug-ins zoals Java en Flash niet automatisch te laden, maar slechts als de gebruiker hier toelating voor geeft. Verder is standaard HTTPS ingeschakeld bij het uitvoeren van zoekopdrachten met Google via de ingebouwde zoekfunctie en in Mac OS X Lion is de volledigschermmodus beschikbaar. De adresbalk vervolledigt ook automatisch ingetypte URL's. Daarnaast is de beveiliging van de site identity manager verbeterd.

### Firefox 15

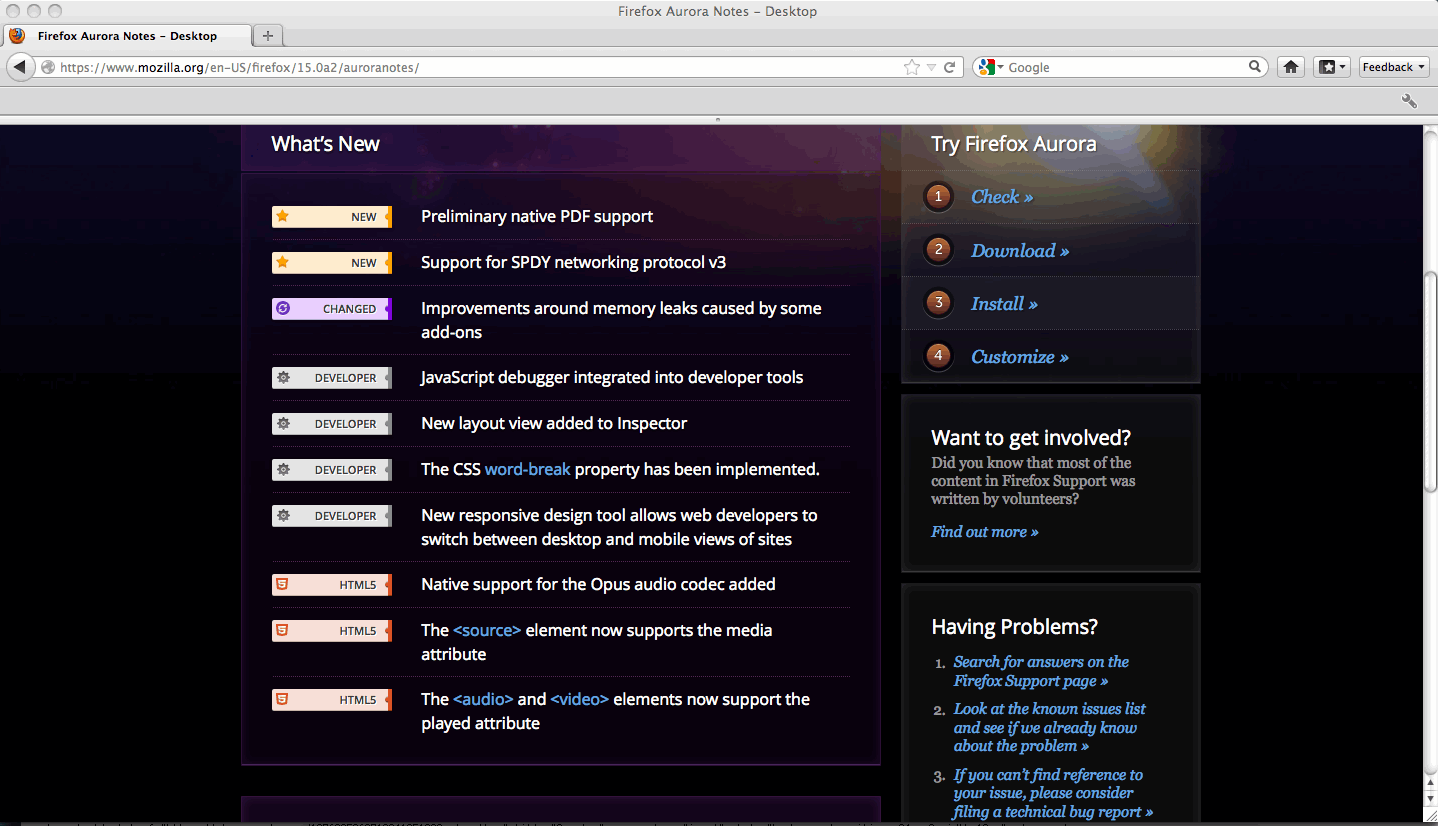
Firefox 15.0a2, met "aurora"-releasenotes.

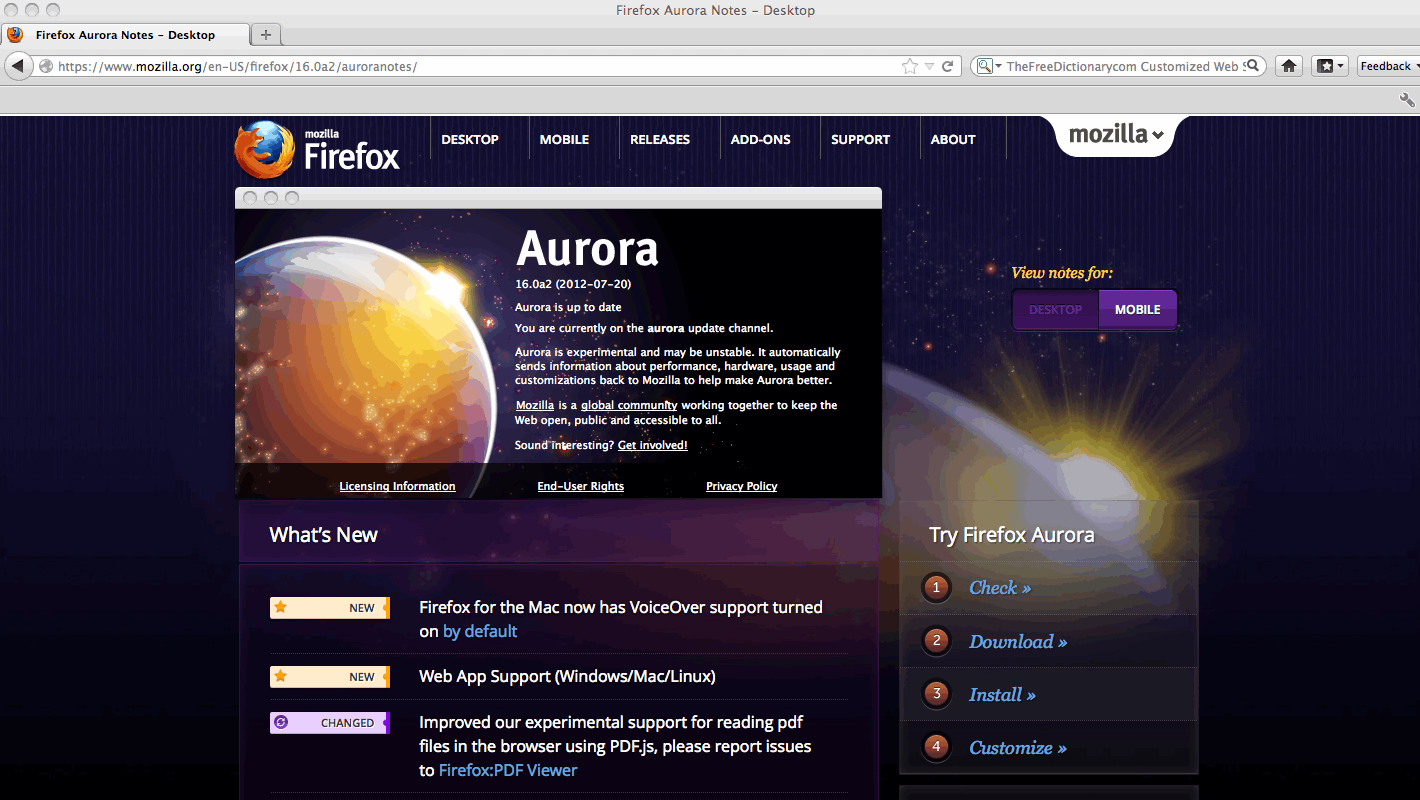
Mozilla 16.0a2 in het updatekanaal "aurora" (pre-bèta).

Firefox 15 verscheen op 28 augustus 2012. Deze versie kreeg standaard ondersteuning voor SPDY 3 en voor het audioformaat Opus. Ook heeft men de actualisering (updates) op de achtergrond gerealiseerd. Verder gebruikt versie 15 minder geheugen na het sluiten van een pagina die verwijst naar geheugenruimte voor een add-on. 3D-presentaties met WebGL werden verbeterd, dankzij WebGL-verbeteringen die gecomprimeerde textures mogelijk maken voor snellere en meer compacte verwerking van textures.
Verdere verbeteringen aan de HTML5-implementatie zijn onder meer de ondersteuning voor het media-attribuut in de source-tag en de ondersteuning van het HTML-attribuut played bij de audio- en videotags. Verder bevat Firefox 15 een nieuwe debugger voor webontwikkelaars, geïntegreerd met de ontwikkelaarsgereedschappen.

### Firefox 16
Firefox 16 verscheen op 9 oktober 2012. Deze versie bevatte automatische VoiceOver, ondersteuning voor webapplicaties, een uitgebreidere ontwikkelaarswerkbalk, verbeterde garbage collection voor JavaScript en betere ondersteuning voor CSS 3.

### Firefox 17
Firefox 17 werd uitgebracht in november 2012. Deze versie werkt niet meer op Mac OS X 10.5 en lager. Firefox 17 beschikt over een sociale API, waarmee onder meer de sociaalnetwerksite Facebook in een zijbalk geladen kan worden.

### Firefox 18
Op 8 januari 2013 kwam Firefox 18 uit. Deze versie bevat onder meer een snellere JavaScript-engine (codenaam IonMonkey). Voorts werd de basis gelegd voor WebRTC-ondersteuning. Het algoritme om afbeeldingen te schalen werd eveneens aangepast zodat de geschaalde afbeeldingen van betere kwaliteit zijn.

### Firefox 19
Firefox 19 kwam uit op 19 februari 2013. Nieuw in deze versie is een ingebouwde pdf-lezer die met HTML5 werkt. Daarnaast werd de ondersteuning van een aantal CSS3-elementen ingevoerd en werden de hulpmiddelen voor ontwikkelaars uitgebreid.

### Firefox 20
Firefox 20 werd uitgebracht op 2 april 2013. Deze versie ondersteunt privénavigatie per venster, introduceert een nieuw downloadvenster (onderdeel van Bibliotheek) en een vastgelopen plug-in kan erin gesloten worden zonder dat de browser vastloopt. Daarnaast werden ook de ontwikkelaarstool en de ondersteuning voor HTML5 verder uitgebouwd.

### Firefox 21
Firefox 21 werd uitgebracht op 14 mei 2013. In deze versie werd het aanbod voor de Social API uitgebreid. De browser geeft voortaan suggesties over hoe de gebruiker het programma sneller kan doen starten. Nieuw is ook een eerste versie van "Firefox Health Report", dat wat informatie bijhoudt over de "gezondheid" van de browser, onder meer de opstartsnelheid en de crashes. Ook in deze versie werd er verder gesleuteld aan de ontwikkelaarstool en de ondersteuning van HTML5. Daarnaast is het mogelijk vanaf deze versie om geen "Do Not Track"-header te verzenden.

### Firefox 22
Firefox 22 is uitgebracht op 25 juni 2013. Nieuw is onder meer dat WebRTC automatisch is ingeschakeld en dat de sociale diensten via de add-onbeheerder kunnen worden beheerd.
Er werd ook een webnotificatie-API geïmplementeerd. Hiermee kunnen websites berichten voor de gebruiker versturen naar de browser. Asm.js, een subset van JavaScript met betere prestaties, maakt het mogelijk om 3D-spellen te spelen in de browser.
Firefox 22 zou aanvankelijk standaard third-party-cookies blokkeren die gebruikt worden door reclamenetwerken. Dit was bedoeld als aanvulling op Do-Not-Track (DNT), maar vanwege veel protest uit de reclame-industrie werd deze beslissing later teruggedraaid.

### Firefox 23
Firefox 23 werd uitgebracht op 6 augustus 2013. Vanaf deze versie heeft Firefox een geüpdatet logo. Firefox 23 heeft ondersteuning voor Content Security Policy 1.0, een W3C-standaard om XSS-aanvallen te voorkomen.

### Firefox 24
Firefox 24 werd op 17 september 2013 uitgegeven. De versie biedt enkele updates aan de interface, zoals de functie "Close tabs to the right", waarbij alle tabbladen rechts van het geselecteerde tabblad met één klik kunnen worden gesloten. Er werden verder onder meer verbeteringen aangebracht aan het renderen van SVG-afbeeldingen en het openen van een nieuw tabblad. De error-console in de ontwikkelaarsomgeving is omgevormd tot een uitgebreidere browserconsole. De Android-versie biedt sinds deze versie ondersteuning voor WebRTC en heeft een nieuwe menufunctie om links te delen.

### Firefox 25
Firefox 25 werd op 29 oktober 2013 uitgebracht. Nieuw in deze versie is de ondersteuning van Web Audio. De zoekbalk wordt voortaan niet meer gedeeld tussen tabbladen en er is een optie om instellingen en geschiedenis van een andere browser over te zetten.

### Firefox 26
Firefox 26 werd op 10 december 2013 uitgebracht. Vanaf deze versie start een Java-toepassing niet meer spontaan op, maar moet de gebruiker met een klik bevestigen dat het mag geopend worden. De wachtwoordbeheerder onthoudt voortaan wachtwoorden voor velden die door JavaScript werden gegenereerd. Voor Linuxgebruikers is H.264 geactiveerd, als een GStreamer-plug-in werd geïnstalleerd. Op Windows XP wordt nu ook het afspelen van MP3-audio ondersteund.
Daarnaast zijn er ontwikkelaarsgerichte veranderingen: verbeterde ondersteuning voor CSS-eigenschappen, verbeterde en uitgebreidere ECMAScript 6-ondersteuning met nieuwe wiskundige formules, api-verbeteringen en ondersteuning voor VTTCue. De Firefox-inspectietool werkt nu ook vanop afstand over het netwerk.

### Firefox 27
Firefox 27 werd op 4 februari 2014 uitgebracht. Nieuw is dat er met de SocialAPI nu verschillende diensten tegelijk kunnen worden gebruikt. TLS 1.1 en 1.2 zijn standaard ingeschakeld en het SPDY 3.1-protocol wordt nu ondersteund. Verdere aanpassingen betreffen beveiliging, ontwikkelaarshulpmiddelen en ondersteuning voor stippellijnen in het canvas-element van HTML5.

### Firefox 28
Firefox 28 werd uitgebracht op 18 maart 2014. Firefox kan nu VP9-video's decoderen, ondersteunt Opus in WebM en biedt volumeregeling voor audio en video in HTML5. Voor Mac OS X is er nu ondersteuning van webnotificaties in het Notification Center. Ondersteuning voor versie 2 van SPDY werd verwijderd.

### Firefox 29
Firefox 29 werd op 29 april 2014 uitgebracht. Deze versie bevat een nieuwe interface (Australis) en een wizard om gebruikers door de nieuwe omgeving te leiden. Nieuw is ook een gamepad-API. Daarnaast werden CSS-variabelen geïmplementeerd. CSS-box-sizing en de HTML5-inputveldtypes 'number' en 'color' worden nu ondersteund. Voor JavaScript zijn SharedWorker en Promise geïmplementeerd.
Het synchroniseren van bladwijzers, geschiedenis, add-ons en instellingen is vereenvoudigd via een Firefox-account, dat ook kan gebruikt worden op de Firefox Marketplace. Dit vervangt de lange code bij het instellen van Firefox Sync. Daarnaast werd de add-onbalk verwijderd. De pictogrammen verschijnen nu op de navigatiewerkbalk.
Op 10 mei 2014 verscheen versie 29.0.1. De versie heeft volgens Mozilla veel fouten gecorrigeerd.

### Firefox 30
Firefox 30 werd op 10 juni 2014 uitgebracht. Nieuw is de ondersteuning van GStreamer. De zijbalken voor bladwijzers, geschiedenis en sociale media zijn met behulp van zijbalkknoppen sneller toegankelijk. Bij gebruik van WebAudio kan het geluidsvolume per venster ingesteld worden. In het HTML-element canvas kunnen nu alfawaardes voor transparantie gebruikt worden. Verder zijn er onder meer nog bug- en beveiligingsfixes en betere ondersteuning voor CSS.

### Firefox 31
Firefox 31 werd op 22 juli 2014 uitgebracht.
Bij het openen van een nieuw tabblad werd een zoekveld toegevoegd. Er is een ingebouwde malwareblocker voor downloads. OpenType MATH-tabellen worden deels ondersteund. Firefox opent in Windows zelf standaard ogg- en pdf-bestanden. WebVTT en CSS-variabelen werden mogelijk gemaakt. Daarnaast werden heel wat nieuwe functies voor ontwikkelaars beschikbaar.

### Firefox 32
Firefox 32 werd op 2 september 2014 uitgebracht. Deze versie heeft een nieuw HTTP-cachesysteem, waardoor de performantie bij opstarten en crashherstel werden verbeterd, en een verbeterd systeem voor garbage collection. In de zoekbalk wordt nu het aantal gevonden items weergegeven. Terug, vooruit, herladen en maken van bladwijzers kan nu via een pictogram vanuit het contextmenu. Accounts bewaard in bij opgeslagen wachtwoorden krijgen informatie over het gebruik (aantal keer gebruikt en laatst gebruikt). De performantie van de wachtwoordenbeheerder en het add-onbeheer werden verbeterd. Daarnaast zijn er diverse herstellingen en uitbreidingen voor HTML5 en ontwikkelaars.

### Firefox 33
Firefox 33 werd op 14 oktober uitgebracht. Deze versie beschikt over OpenH264-ondersteuning. Deze code, oorspronkelijk als open source beschikbaar gemaakt door Cisco, zorgt ervoor dat H264-video's afgespeeld kunnen worden in Firefox.
Versie 33 beschikt daarnaast over off-main-thread compositing (OMTC) op Windows, dat voor een toename van prestaties moet zorgen. De veranderingen omvatten ook verbeterde Firefox-tegels, WebRTC-verbeteringen, zoekverbeteringen (sneller vanuit de adresbalk, suggesties vanop de nieuwetabpagina), snellere JavaScript-strings, een nieuwe richtlijn voor gegevensbeveiliging (Content Security Policy) en ondersteuning voor een HTTP-proxy via HTTPS.
Update 33.1 kwam op 10 november 2014 uit. Naast bugfixes brengt deze versie een knop om de recente surfgeschiedenis te wissen, een privacyhandleiding en DuckDuckGo als extra zoekmogelijkheid. Het venster met tegels dat zich standaard opent bij het openen van een nieuw tabblad, heeft nu ook zogeheten "Enhanced Tiles", die voor bezochte pagina's betere afbeeldingen tonen dan de standaardversie, zijnde een screenshot.

### Firefox 34
Vanaf Firefox 34, dat op 1 december 2014 verscheen, wordt Yahoo! als standaard zoekmachine gebruikt voor gebruikers in de Verenigde Staten nadat de zoekovereenkomst met Google afliep. Sommige andere delen van de wereld krijgen een regionale zoekmachine. De vernieuwde zoekbalk biedt nu uitgebreide suggesties en resultaten van alternatieve zoekmachines met één klik.
De WebRTC-client Hello is ingebouwd om eenvoudig te videobellen. De vormgeving (het thema) kan veranderd worden via de aanpasmodus.
Op technisch vlak is er ondersteuning voor HTTP/2 draft14 en ALPN. SSLv3 is uitgeschakeld en de JavaScript-implementatie is verbeterd.

### Firefox 35
Firefox 35 verscheen op 13 januari 2015. In deze versie werden performantie-updates toegepast die het herschalen van grote afbeeldingen en het afhandelen van dynamische stijlveranderingen versnellen. Voor OS X is de rendering aangepast en is er voortaan ingebouwde ondersteuning voor H264. In de interface werd de zoekfunctie aangepast, er werd in Hello een conversatiemodel met kamers ('rooms') ingevoerd en er werd een toegang ingebouwd tot de Firefox Marketplace.
Behalve bugfixes, werden er verder nog meer HTML5-functies uitgewerkt en kwamen er aanpassen aan de ontwikkelaarhulpmiddelen.

### Firefox 36
Firefox 36 verscheen op 24 februari 2015. In deze versie wordt HTTP/2 ondersteund. Ook kunnen vastgepinde tegels op de pagina voor een nieuw tabblad worden gesynchroniseerd. De ECMAScript 6-generator is performanter geworden. Voorts bevat deze versie diverse bugfixes en implementaties van nieuwe HTML5- en CSS3-elementen.

### Firefox 37
Firefox 37 verscheen op 31 maart 2015. Nieuw in deze versie zijn Heartbeat, dat gebruikservaringen van Firefox wil nagaan, en OneCRL, dat voor certificaatbeveiliging instaat. De performantie van WebGL-rendering in Windows werd verbeterd. Verdere updates hebben betrekking op TLS, HTML5-implemenaties en ontwikkelaarshulpmiddelen.

### Firefox 38
Firefox 38 verscheen op 13 mei 2015. Nieuw in deze versie zijn de voorkeuren die nu in een tabblad worden weergegeven in plaats van een venster.
In deze versie werden daarnaast verbeteringen voor HiDPI (hoge resolutie) doorgevoerd. De schalingsfactor is nu afhankelijk van de dots per inch-instelling (DPI) en is niet langer standaard gelijk aan één. Speculatieve connectie-opwarming zorgen in deze versie voor betere laadtijden. Voor ontwikkelaars is er multistream- en heronderhandelingsondersteuning in WebRTC en WebSocket-ondersteuning voor Webworkers.
Verder is er ondersteuning voor Ruby-annotaties. Voor Windowsgebruikers (Windows Vista en hoger) implementeerde Mozilla ook digital rights management (DRM). Mozilla is echter geen voorstander van DRM, maar omdat diensten als Netflix erop steunen, is het toch ingevoerd. Firefox steunt hiervoor op de content decryption module (CDM)-API van Adobe, die closed source is. Voor de veiligheid draait DRM-software in een sandbox en kan de gebruiker CDM desgewenst uitschakelen.
Naast uitbreidingen aan de ontwikkelaarshulpmiddelen, werden verder enkele nieuwe HTML5-functies voorzien. Zo worden het srcset-attribuut en de <picture>-tag voortaan ondersteund. Hiermee ondersteunt Firefox nu ook responsive images. Dit is een techniek om een optimaal afbeeldingsbestand aan te leveren voor een bepaalde resolutie. Lage resoluties krijgen dus een lageresolutieversie, terwijl desktops met een hoge resolutie een hogeresolutieversie toegestuurd krijgen. Dit is vooral voordelig voor mobiele apparaten, die zo minder processorkracht nodig hebben en minder gegevens moeten downloaden.
In versie 38.0.5 van 2 juni 2015 kwam daar nog de ingebouwde "lees later"-functie Pocket bij, net als een "Reader View" om pagina's in een leesformaat om te zetten.

### Firefox 39
Firefox 39 verscheen op 30 juni 2015. Hierin kunnen Hello-URL's met sociale netwerken worden gedeeld, animatie en scrolling in Mac OS X is vloeiender geworden, er is ondersteuning voor de 'switch'-rol in ARIA 1.1, SafeBrowsing-malwaredetectie voor downloads werd ingeschakeld voor Mac OS X en Linux, er is ondersteuning voor de Unicode 8.0-huidskleur-emoji en het onveilige SSLv3 wordt niet langer ondersteund. Bugfixes, aanpassingen aan de ontwikkelaarshulpmiddelen en nieuwe en aangepaste CSS- en HTML5-implementaties zijn enkele andere wijzigingen in deze versie.

### Firefox 40
Firefox 40 verscheen op 11 augustus 2015. Dit is de eerste versie die Windows 10 officieel ondersteunt. Verder is er bescherming tegen ongewenste downloads van software, werd Hello geüpdatet en kreeg het add-onmenu een nieuwe interface. In de Engelse versie kan de gebruiker in de nieuwetabbladpagina gesuggereerde tegels krijgen, gekozen op basis van de surfgeschiedenis. Voor Linuxgebruikers werden scrollen, afbeeldingen en de performantie van video verbeterd. Mogelijk gevaarlijke add-ons vertonen voortaan een waarschuwing, JPEG-afbeeldingen verbruiken minder geheugen en de performantie van de NPAPI-plug-in werd verbeterd. In Windows zijn animaties en scrollen vloeiender geworden. Andere aanpassingen betreffen de implementatie van HTML5, ontwikkelaarshulpmiddelen en beveiligingsupdates.

### Firefox 41
Firefox 41 verscheen op 22 september 2015. In deze versie kwam er verbeterde IME-ondersteuning voor Windows, de mogelijkheid om bij een Firefox-account een profielafbeelding te gebruiken, de mogelijkheid om SVG-afbeelding als favicon te gebruiken en instant messaging in Firefox Hello. Andere wijzigingen hebben voornamelijk betrekking op de ontwikkelaarshulpmiddelen, verdere ondersteuning van HTML5 en bugfixes.

### Firefox 42
Firefox 42 verscheen op 3 november 2015. Deze versie bevat een aantal aanpassingen aan het privénavigeren. Firefox zal bepaalde webelementen blokkeren die kunnen gebruikt worden om het gedrag van de gebruiker over websites heen te volgen; Firefox is hiermee de eerste browser die dit toepast. Nieuw is ook het "Control Center" in de adresbank, waarmee beveiligings- en privacyinstellingen van een site bij privénavigatie aangepast kunnen worden.
Verder zal een tabblad waar audio wordt afgespeeld nu een indicator hebben waarmee het geluid met één klik kan worden uitgezet. Deze functie werd kort voordien ook aan Google Chrome toegevoegd. Daarnaast werden aanpassingen gedaan aan de ondersteuning van WebRTC. De loginbeheerder kreeg een update waarbij de heuristieken om wachtwoorden en gebruikersnamen op te slaan werden aangepast, waarbij het mogelijk wordt om logingegevens te kopiëren en plakken vanuit het contextmenu en waarbij een importeerfunctie voor wachtwoorden uit Chrome op Windows, Edge en Internet Explorer werd toegevoegd. Zoals gebruikelijk zijn er daarnaast diverse aanpassingen aan ontwikkelaarshulpmiddelen en de ondersteuning van HTML5 en nog een aantal bugfixes.

### Firefox 43
Firefox 43 verscheen op 15 december 2015. Het is de eerste "releaseversie" waarvan een 64 bit-versie voor Windows verscheen. In de Awesome Bar (de adresbalk) kan de gebruiker nu zoeksuggesties kiezen. Op toestellen met Windows 8 of hoger met touchfunctie zal het on-screen-toetsenbord verschijnen wanneer een invoerveld wordt geselecteerd. Andere aanpassingen hebben betrekking op de volgbescherming bij privénavigatie, de ondersteuning van de API voor m4v-videoplayback en Firefox Health. Daarnaast werden diverse aspecten voor ontwikkelaars aangepast en werden bugs aangepakt.

### Firefox 44
Firefox 44 verscheen op 26 januari 2016. Deze versie ondersteunt H.264 als er een decoder op het systeem aanwezig is. Voor systemen zonder ondersteuning voor MP4/H.264 wordt WebM/VP9 ondersteund. De pagina die verschijnt bij certificaatfouten en onveilige verbindingen werd aangepast. Codering van HTTPS-content ondersteunt het brotli-compressieformaat. RC4-ontcijfering wordt niet langer ondersteund. Voor gebruikers van Windows 8 en 8.1 werd het on-screen-toetsenbord tijdelijk uitgeschakeld. Android-gebruikers kunnen zelf een startpagina instellen en krijgen zoekgeschiedenissuggesties en ondersteuning voor cloudprinting. Firefox op Android ondersteunt voorts sinds deze versie het mms-protocol. Verder zijn ook de ontwikkelaarshulpmiddelen aangepast en werden fouten opgelost.

### Firefox 45
Firefox 45 verscheen op 8 maart 2016. Nieuw hierin is dat de gebruiker zijn tabblad kan delen met Hello. Gesynchroniseerde tabbladen zijn nu via een aparte knop te benaderen en duiken op in de Awesome Bar. Het programma kreeg ook een vertaling in het Guaraní. Tabbladgroepen werden verwijderd. Androidgebruikers kregen de optie om afbeeldingen pas te laden nadat ze aangeklikt worden, om zo dataverbruik te beperken. Verdere aanpassingen betreffen de ondersteuning van HTML5, de ontwikkelaarshulpmiddelen en het oplossen van bugs.

### Firefox 46
Firefox 46 verscheen op 26 april 2016. Nieuw hierin zijn de verbeterde beveiliging van de JIT-compiler voor JavaScript en voor GNU/Linux kwam er integratie met GTK3. WebRTC kreeg een performantie- en veiligheidsupdate. Firefox op Android kreeg automatische domeinaanvulling, toont voortaan de URL van websites die op de achtergrond worden gelaten in notificaties hierover en aan het menu werden geschiedenis en bladwijzers toegevoegd. Toegang tot bepaalde toestelfuncties wordt niet langer bij de installatie gevraagd, maar tijdens het draaien van het programma. Ook in deze nieuwe versie kwamen er voorts nog bugfixes, verbeterde HTML5-ondersteuning en aanpassingen aan de ontwikkelaarshulpmiddelen.

### Firefox 47
Firefox 47 kwam uit op 7 juni 2016. Deze versie biedt voor desktopsystemen ondersteuning voor Googles Widevine CDM zodat streamingdiensten van Silverlight naar HTML5-video kunnen omgeschakeld worden. HTML5-video is nu ook de standaard voor YouTube-video's als Flash niet geïnstalleerd is. Voor snelle systemen is de VP9-videocodec ondersteund. In een zijbalk kan de gebruiker tabs zien die geopend zijn in een andere computer of een smartphone. Er is nu een lokale versie in het Latgalu.
Voor gebruikers van Android is er een optie om webletterypes aan of uit te zetten om zo bandbreedte en dataverbruik te kunnen besparen. Android WebRT wordt niet langer ondersteund en favicons worden niet langer getoond in de Awesomebar. Dit om HTTPS-spoofing te voorkomen. Versie 47 wordt de laatste versie die Android 2.3 (Gingerbread) ondersteunt.
Andere aanpassingen voor Android en desktop zijn voornamelijk te vinden in de ontwikkelaarshulpmiddelen en de ondersteuning van HTML5.

### Firefox 48
Firefox 48 kwam uit op 2 augustus 2016. In deze versie is voor sommige gebruikers een multi-procesarchitectuur ingevoerd. Er is verbeterde beveiliging tegen kwaadaardige downloads en add-ons die niet erkend zijn door Mozilla worden niet langer geladen. Bij het zoeken naar iets dat al in de bladwijzers of in een geopend tab staat zal een melding worden gegeven. Voor Linuxgebruikers werd de performantie van Canvas verbeterd. De ondersteuning voor Mac-systemen lager dan versie 10.9 is stopgezet. Daarnaast werden diverse ontwikkelaarshulpmiddelen aangepast en uitgebreid.
Androidgebruikers kregen meer controle over de notificaties van websites, Amazon werd ingebracht in het Awesomescreen-zoeksysteem en het instellen van Firefox als standaardbrowser werd vereenvoudigd. Ook aan het gebruiksgemak tijdens het surfen werden een aantal aanpassingen ingevoerd. De ondersteuning voor Android 2.3 werd stopgezet.

### Firefox 49
Firefox 49 kwam uit op 20 september 2016. Nieuw is dat Firefox voortaan opgeslagen accountinfo voor HTTP-pagina's ook kan gebruiken op HTTPS-pagina's. De lezersweergave werd aangepast, zodat de gebruiker de breedte en regelafstand kan aanpassen. Er is ook een gesproken versie van de pagina mogelijk. Alleen Engels wordt ondersteund. HTML5-video's en -audio kregen een contextmenu waarin de gebruiker de mediabestanden sneller kan afspelen (1,25 x) en kan laten teruglopen. Verder werd de performantie voor systemen zonder hardwareversnelling verbeterd. In about:memory wordt nu ook het geheugenverbruik van lettertypes opgenomen. Firefox 49 ondersteunt niet langer Windows op SSE-processoren en OS X-versies 10.6, 10.7 en 10.8. Firefox Hello werd stopgezet.
In Android werd offline bewaren van een pagina toegevoegd. Ook in deze versie kunnen nu HTTP-accountgegevens worden gebruikt voor HTTPS-pagina's. Er is nu een Chileens-Spaanse en Noorse versie. De opmaak en het gedrag van tabbladen werd aangepast. Zo worden de positie en het zoomniveau van geopende tabs bewaard, het afspelen van audio vanop meerdere tabbladen tegelijk kan uitgeschakeld worden en de weergave van favicons werd verbeterd.

### Firefox 50
Firefox 50 werd op 15 november 2016 uitgebracht. WebGL is nu beschikbaar voor ruim 98 procent van de gebruikers van Windows 7 en hoger. Bij het zoeken op een pagina kan voortaan gezocht worden op volledige woorden. Er kwam een beveiliging bij het downloaden van een groot deel uitvoerbare bestanden. Systemen zonder emoji-lettertypes maken voor emoji nu gebruik van een ingebouwde set.
Wijzigingen in de Androidversie zijn ondersteuning voor HLS-video en een vereenvoudigde interface door recente tabbladen en geschiedenis te combineren.

### Firefox 51
Firefox 51 werd op 24 januari 2017 uitgebracht. Nieuw is de ondersteuning voor FLAC en WebGL 2. Bij het openen van een inlogpagina zonder beveiligde verbinding wordt nu een waarschuwing gegeven. Er kunnen ook wachtwoorden opgeslagen van webformulieren zonder submit-event en wachtwoorden kunnen worden getoond alvorens ze worden opgeslagen. In de adresbalk staat een zoom-knop waarmee de schaal waarop de pagina wordt weergegeven kan gereset worden. Andere updates betreffen onder meer de betrouwbaarheid van de browserdatasynchronisatie, verbeterd switchen van tabbladen en verbeterde videoperformantie voor gebruikers zonder GPU-versnelling.
De verbeterde synchronisatie van browserdata werd ook naar de Androidversie gebracht.

### Firefox 52
Firefox 52 werd op 7 maart 2017 uitgebracht. Nieuw is de ondersteuning voor WebAssembly en automatische herkenning van captive portals, die verschijnen voor het toegang tot bepaalde hotspots. Firefox volgt voortaan de Strict Secure Cookies-specificatie, waardoor onbeveiligde HTTP-websites geen cookies meer kunnen aanmaken die als veilig zijn gemerkt. Bij inlogvelden op een onveilige HTTP-site wordt een boodschap gegeven die waarschuwen voor het onveilige karakter. Met behulp van Sync kunnen geopende tabbladen nu tussen verschillende apparaten gedeeld worden. De ondersteuning voor de Netscape Plugin-API werd geschrapt, behalve voor enkele populaire plug-ins. Om tracking tegen te gaan, werd de Battery Status-API verwijderd. De download-manager kreeg een opfrissing. Voor Windowsgebruikers die Direct2D niet gebruiken, wordt Skia nu gebruikt als renderer. De ondersteuning van Windows XP en Vista wordt afgebouwd en de gebruikers worden naar de extended support release-versie overgezet. De Grid-lay-out van CSS wordt nu ook ondersteund.
In de Androidversie kan de gebruiker nu vanuit de Android-notificatiebalk het afspeelgedrag van media besturen. Net als in de desktopversie werd de Strict Secure Cookies-specificatie ingevoerd.

### Firefox 53
Firefox 53 verscheen op 19 april 2017. Op Windows is de stabiliteit van graphics verbeterd door gebruik te maken van aparte processen. Gebruikers van Windows 7 en hoger krijgen bij de stub-installatie de keuze tussen de 32 en 64 bit-versie. Er werden twee compacte thema's toegevoegd. Die worden ook standaard gebruikt bij privénavigatie. De lezerweegave geeft nu een indicatie aan van hoeveel tijd er nodig is om de pagina te lezen. Deze versie biedt geen ondersteuning meer voor Windows XP en Vista en voor de 32 bit-versie van Mac OS X. Zij blijven veiligheidsupdates krijgen voor versie 52 ESR (extended support release). Linuxgebruikers met een processor ouder dan Pentium 4 en AMD Opteron worden ook niet langer ondersteund. WebM-video ondersteunt nu ook alfawaarden, zodat met transparante achtergrond kan gewerkt worden. Andere updates betreffen diverse uiterlijke aanpassingen en beveiligingsupdates.
De Androidversie ondersteunt nu talen die van rechts naar links worden geschreven. In portretmodus kunnen twee kolomtabs ingesteld worden. Ook hier kreeg de lezerweergave een tijdsindicatie.

### Firefox 54
Firefox 54 kwam uit op 13 juni 2017. Naast gebruikelijke aanpassingen en uitbreidingen aan de beveiliging en ontwikkelaarsmogelijkheden, werd hierin Birmees als taal toegevoegd, werd de downloadknop en -statuspaneel vereenvoudigd en kwam er ondersteuning voor een multi-procesarchitectuur, die in versie 48 al deels werd ingevoerd.
In de Androidversie werden Bulgaars en Kabylisch als interfacetaal mogelijk. Audio- en video-playback en de performantie van bladwijzersynchronisatie werden verbeterd.

### Firefox 55
Firefox 55 kwam uit op 8 augustus 2017. Deze versie biedt ondersteuning voor WebVR op Windows. Adobe Flash-animaties spelen standaard niet meer spontaan, maar vereisen dat de gebruiker erop klikt. De zijbalk voor geschiedenis, bladwijzers en gesynchroniseerde tabbladen kan nu zowel rechts als links in het venster geopend worden. Er is een functie om screenshots te maken en die op te slaan of te bewaren in de cloud. Het afdrukvoorbeeld biedt de mogelijkheid om de pagina te vereenvoudigen alvorens af te drukken. HTTPS krijgt nu voorrang op HTTP bij het aanvullen van een webadres. Verder werd er gesleuteld aan de performantie en kunnen gebruikers van OS X en maxOS sneltoetsen aanpassen. Het gedrag van de adresbalk werd aangepast en WebRTC ondersteunt voortaan stereomicrofoons. Wit-Russisch is beschikbaar als interfacetaal.
In de Androidversie werden Grieks en Laotiaans als interfacetaal mogelijk. Tabbladen kunnen verplaatst worden. Het is nu mogelijk om het systeemlettertype standaard overal te gebruiken, ongeacht de instellingen van de bezochte webpagina. Video dat niet zichtbaar wordt afgespeeld, wordt voortaan niet langer gerenderd om energie te besparen; audio blijft wel doorspelen.

### Firefox 56
Firefox 56 werd uitgebracht op 28 september 2017. Nieuw is Firefox Screenshots, waarmee de gebruiker screenshots kan maken binnen de browser. Voor gebruikers die in Amerikaans Engels werken, is er een functie waarmee een adres in een formulier automatisch ingevuld kan worden. De synchronisatie van tabbladen tussen toestellen werd verbeterd. Media die geopend worden in een tabblad op de achtergrond, spelen pas af als het tabblad wordt geopend. Het menu Opties/Preferences werd herzien.
Voor Android is dit de eerste versie die niet langer werkt op toestellen met Android 4. Flash is hierin ook niet langer ondersteund. Zapoteeks en Wit-Russisch worden nu ondersteund als taal. Verder is de ondersteuning voor add-onsysteem WebExtensions verbeterd en is het stroomverbruik en de performantie voor WebRTC verbeterd.

## Quantum

### Firefox 57
Firefox 57 werd uitgebracht op 14 november 2017. De interface en de browserengine zijn hierin volledig herzien en de Firefoxreeks die met deze versie start, heet Firefox Quantum. De interface kreeg onder meer optimalisaties voor aanraakschermen, naast vernieuwde grafische elementen. De vernieuwing geldt voor pc's met Windows, Linux en macOS. De mobiele versies kregen de nieuwe lay-out en in Android werden ook snelheidsverbeteringen doorgevoerd.
In deze versie werden verder ook de adresbalk en zoekbalk samengevoegd, weliswaar voor nieuwe gebruikers. Het openen van een nieuw tabblad toont een pagina met daarin de meest bezochte en recentst bezochte pagina's en voor Canadese, Duitse en Amerikaanse gebruikers tips voor Pocket. Bij de browservoorkeuren is een uitgebreide sectie voorzien voor websitepermissies. Firefox ondersteunt voortaan niet langer add-ons die niet gemaakt zijn met de WebExtensions-API, waardoor heel wat oude add-ons niet langer bruikbaar zijn. De knop om pagina's te delen via sociale media en e-mail is niet langer een vast onderdeel van de browser. Voor ontwikkelaars is de Console-functie herzien.
In de Androidversie wordt video automatisch uitgeschakeld als het tabblad met deze media naar de achtergrond verdwijnt. Beveiliging tegen tracking kan nu ook buiten privénavigatie. De gebruiker kan voortaan scrollen over lange URL's in de adresbalk. Firefox is sinds deze versie beschikbaar in Wolof.

### Firefox 58
Firefox 58 verscheen op 23 januari 2018. In deze versie werd aan de performantie gesleuteld door een andere manier van caching van JavaScript en voor Windowsgebruikers een gewijzigde rendering van afbeeldingen. De screenshot-add-on kan nu screenshots op het klembord plaatsen en werkt ook in de privénagivatiemodus. Firefox-profielen die aangemaakt worden voor deze versie, zullen voortaan niet langer bruikbaar zijn bij downgraden naar een vorige versie. Voorts zijn er diverse fixes doorgevoerd.
De bijhorende Androidversie kreeg eveneens een performantieupdate voor JavaScript en daarnaast ondersteuning voor progressive web apps. De synchronisatiefunctie kan nu zo ingesteld wordt dat die enkel gebruikt wordt bij wifi. Het bladwijzerbeheer werd aangepast en FLAC-playback wordt nu ondersteund. De zoek-widget werd verwijderd. Ook de Androidversie kreeg verder een aantal fixes.

### Firefox 59
Op 13 maart 2018 kwam Firefox 59 uit. Firefox Home page, het standaard-openingsscherm van de browser, werd beter persoonlijk instelbaar. Met Firefox Screenshots kan nu een opgeslagen screenshot geknipt worden en kunnen er op de screenshots annotaties worden aangebracht, zoals markeringen. De gebruiker kan nu verhinderen dat websites vragen om toestemming voor het gebruik van de camera, microfoon en locatie. De browser biedt nu ondersteuning voor pointer events, dat het soms misleidende gebruik van mouse events scherp stelt. In de privénavigatie wordt cross-site-tracking verder aangepakt door uit de URL referentiegegevens weg te laten. Diverse performantie-updates werden doorgevoerd.
In de Androidversie werd de aanpassing aan de privénavigatie eveneens doorgevoerd. De pagina 'about:' werd verwijderd. Het vastzetten van video op volledig scherm in landschapsmodus is nu mogelijk. Firefox is nu een Assist App, waardoor gebruikers een zoekopdracht kunnen initiëren door de home-knop ingedrukt te houden. HTTP Live Streaming wordt nu ondersteund.

### Firefox 60
Versie 60.0 kwam uit op 9 mei 2018. De desktopversie kreeg een vernieuwde startpagina bij het openen van een nieuw tabblad. Bij de opties is het beheer van sitecookies herzien om deze makkelijker te kunnen instellen. Er kwam ondersteuning voor Web Authentication API, waardoor USB-tokens kunnen gebruikt worden bij authenticatie. De gebruikersinterface van de browser wordt nu gerenderd met Quantum CSS. Linuxgebruikers kregen de mogelijkheid om de paginatitel al dan niet weer te geven in de bovenbalk. Als Firefox op bedrijfsniveau beheerd wordt, is er daarvoor nu ondersteuning van Windows Group Policy of een platformonafhankelijk JSON-configuratiebestand. Zoals steeds kwam deze versie met diverse andere kleine aanpassingen.
De Androidversie stapte over op Quantum CSS, wat de rendering van de pagina's sneller moet maken. Er is nu ook een optie om de broncode van een pagina te bekijken.

### Firefox 61
Firefox 61 werd uitgebracht op 26 juni 2018. Veranderingen in de desktopversie zitten in het sneller maken van de rendering, het wisselen tussen tabs en het synchroniseren van bladwijzers. WebExtensions worden in macOS nu als apart proces behandeld en extensies kunnen vanaf nu ook tabs verbergen. Op het vlak van veiligheid werd de laatste draft-versie van de TLS 1.3-specificatie ingeschakeld en werd FTP-gebruik op HTTP(S)-pagina's geblokkeerd. Verder zijn er nog enkele wijzigen aan het instellen van de zoekmachine, de lay-out en de startpagina's.
Ook in de Androidversie werd de rendering verbeterd en werd TLS 1.3 ingevoerd.

### Firefox 62
Firefox 62 kwam uit op 5 september 2018. Hierin werd Firefox Home, het standaardvenster voor een nieuw tabblad, opgefrist, WebAuthn wordt nu ondersteund op FreeBSD, afbeeldingrendering zonder hardwareversnelling op Windows werd verbeterd en CSS Shapes en CSS Variable Fonts worden ondersteund. Certificaten die door Symantec als probleemgeval worden aangemerkt, kunnen door de gebruiker worden gewantrouwd; in Firefox 63 zou dit automatisch moeten gebeuren. Bladwijzers kunnen voortaan geen beschrijving meer bevatten. Voor macOS-gebruikers is het donker thema nu standaard ingeschakeld en speelt Adobe Flash in een sandbox.
In de Androidversie werd het scrollen verbeterd en laden pagina's via een wifiverbinding nu sneller door gebruik te maken van netwerkcaching. Het beheer van notificaties werd ook uitgebreid.

### Firefox 63
Firefox 63 verscheen op 23 oktober 2018. Deze versie brengt diverse performantieverbeteringen aan in Windows en macOS. In Windows 10 sluit het thema van Firefox nu beter aan bij dat van het besturingssysteem. In Linux worden WebExtensions uitgevoerd in een eigen proces. Gebruikers krijgen nu meer mogelijkheden om tracking te blokkeren. In het hoofdmenu is er een optie om de vorige sessie te herstellen. Bij het intikken van Ctrl+Tab komen er miniatuurweergaven (thumbnails) van de tabbladen en de volgorde waarin de pagina's worden getoond, hangt af van het recentste gebruik. De ontwikkelaarshulpmiddelen kregen een andere stijl.
De Androidversie kreeg ondersteuning voor picture-in-picture-video. Deze versie maakt gebruik van Androids notification channels.

### Firefox 64
Firefox 64 kwam uit op 11 december 2018. In deze versie werd een pagina ingebouwd met informatie over het verbruik van elk tabblad. Het beheer van de geopende tabbladen werd ook gewijzigd, zo kunnen onder meer meerdere tabbladen ineens geselecteerd en verplaatst worden. In het contextmenu dat geopend wordt bij addons werd de optie ingevoerd om de addon te verwijderen. De pagina met crash-informatie kreeg een update. In de Mac- en Linuxversie werd, net als in de vorige Windowsversie, link time optimization (Clang LTO) ingevoerd, dat de performantie op die systemen moeten verbeteren. Op Windows werd een functie toegevoegd om pagina's te delen. In macOS is er voortaan ondersteuning voor WebVR. Firefox 64 ondersteunt ook de scrollbar-specificatie in CSS. De standaardondersteuning voor live-bladwijzers en RSS werd opgeheven.
De Androidversie verscheen drie dagen later. Hierin werd het gedrag bij scrollen enigszins aangepast en werden wat problemen verbeterd.

### Firefox 65
Firefox 65 werd op 29 januari 2019 uitgebracht. Deze verzie voorziet de mogelijkheid om meerdere taalpakketten te gebruiken. Voor macOS werd Handoff mogelijk gemaakt, waarmee browsen kan verdergezet worden op een ander iOS-toestel. Voor gebruikers van 64 bit-Windows werd videocompressie met AV1 geïmplementeerd. Het afbeeldingsformaat WebP wordt nu ondersteund. Deze versie biedt ook betere bescherming tegen zogeheten stack smashing-aanvallen. Ook bescherming tegen tracking werd verbeterd, met nieuwe instellingsmogelijkheden. Ontwikkelaars kregen met deze versie ondersteuning voor Flexbox, een overzicht van aangebrachte CSS-aanpassingen en ondersteuning voor de Storage Access API. Verdere aanpassingen gebeurden aan het about:performance-venster en de pop-upblokker.
In de Androidversie werd het scrollen opnieuw wat gefinetuned. Net als de desktopversie kreeg deze versie ondersteuning voor WebP als afbeeldingsformaat en betere bescherming tegen stack smashing. In de locatiebalk werden de Chromecast-functies opnieuw ingevoerd.

### Firefox 66
Op 19 maart 2019 kwam Firefox 66 uit. In deze versie kunnen websites niet langer automatisch audio laten afspelen. Bij het openen van veel tabbladen kan via het tabbladmenu nu met een zoekveld een specifiek tabblad gevonden worden. Van add-ons kunnen de sneltoetsen nu makkelijker opgevraagd worden. Voor macOS-gebruikers kwam er basisondersteuning voor Touch Bar. Windowsgebruikers kunnen zich nu met Windows Hello authenticeren. De videocompressie met AV1 werd uitgebreid voor macOS en Windows 32 bit. In Linux wordt de titelbalk conform de Gnome-richtlijnen verborgen. Voorts werden ook het scrollen, bepaald foutenpagina's, het openen van een nieuw tabblad en de algemene performantie aangepast.
In de Androidversie wordt audio eveneens niet meer automatisch afgespeeld. Ook hier werd het scrolgedrag wat aangepast. Nieuw is de ondersteuning voor het openen van bestanden uit extern geheugen, zoals SD-kaarten.

### Firefox 67
Firefox 67 werd op 21 mei 2019 gelanceerd. In deze versie is de performantie weer verbeterd door tal van kleine ingrepen. Cryptominers en fingerprinters kunnen nu geblokkeerd worden in de beveiligingsinstellingen. Het besturen van de browser met een toetsenbord werd verbeterd. Ook andere kleine aanpassingen moeten het gebruiksgemak vergroten. In privénavigatie kan de gebruiker zelf instellen of wachtwoorden worden bijgehouden in deze modus en welke add-ons er mogen werken; standaard zullen nieuwe add-ons niet actief zijn in deze modus. Deze versie heeft een nieuwe AV1-decoder, dav1d. Op Windows 10-desktops wordt WebRender gradueel ingevoerd voor systemen met NVIDIA-GPU's. Emoji 11.0 wordt ondersteund door het Mozilla-lettertype Twemoji. De server van Firefox Screenshots wordt uitgefaseerd, waardoor uploaden en delen van afbeeldingen met Screenshots alvast niet meer mogelijk is. Er werden ook beveiligingsfixes en nieuwe mogelijkheden voor ontwikkelaars doorgevoerd.
De Androidversie kent minder wijzigingen. Behalve een aantal kleine fixes werd de gastsessie opgedoekt en is er nu een zoekwidget beschikbaar die met spraak bestuurd wordt.

### Firefox 68
Op 9 juli 2019 werd Firefox 68 uitgebracht. Het is ook de nieuwe extended support release, die langdurig onderhouden wordt. WebRender, dat in de vorige versie werd ingevoerd, wordt in deze versie ook uitgerold voor AMD-GPU's onder Windows 10. Cryptomining en fingerprinting, eveneens in versie 67 ingevoerd, zijn nu ook toegevoegd aan de strenge privacy- en beveiligingsinstellingen. In about:addons kan een add-on of thema nu aangemerkt worden als een probleemgeval inzake beveiliging of performantie. Het dashboard van deze pagina kreeg bovendien een restyling. Een sectie beveelt een aantal add-ons aan, onder andere op basis van het gebruikersprofiel. Het gebruik van een camera en microfoon kan enkel nog over een HTTPS-verbinding. Nieuwe ondersteuning is er voor CSS Scroll Snap Module, een kandidaat-CSS-aanbeveling.
De Androidversie ondersteunt nu WebAuthn, waarmee wachtwoordvrij kan ingelogd worden op webpagina's. Verder zijn er nog wat perfomantie- en beveiligingsaanpassingen.

### Firefox 69
Versie 69 werd uitgebracht op 3 september 2019. Hierin is de standaardinstelling voor beveiliging tegen tracking strenger gemaakt. De zogeheten third-party tracking cookies worden nu standaard geblokkeerd, net als cryptominers. Video's die automatisch afspelen kunnen geblokkeerd worden, ook als er geen audio is. Adobe Flash wordt nu standaard uitgeschakeld; de gebruiker moet het afspelen ervan eerst bevestigen. Voor Windows 10 is er ondersteuning voor de Web Authentication HmacSecret-extensie via Windows Hello. Op hetzelfde systeem krijgen actieve processen nu meer processortijd dan processen op de achtergrond. Voor macOS-gebruikers met twee grafische kaarten werd het batterijverbruik verlaagd. De JavaScript Optimizing JIT-compiler wordt nu ook ondersteund door ARM64-processoren.
Er kwam geen Androidversie van versie 69.

### Firefox 70
Firefox 70 verscheen op 22 oktober 2019. Met deze versie kwam ook een nieuw logo voor de browser, die meteen ook in de versie van Android (68.2.0) werd ingevoerd. Nieuw in deze versie is dat de beveiliging tegen tracking, "Enhanced Tracking Protection" genoemd, standaard is ingeschakeld. Zo is tracking van sociale media standaard uitgeschakeld en is er een overzichtspagina met een rapport over wat Firefox al heeft geblokkeerd op je systeem. De digitale identiteits- en wachtwoordbeheerder Firefox Lockwise kreeg een verhoogde beveiliging. Deze versie kreeg ook een aantal performantieverbeteringen op het vlak van JavaScript, energieverbruik (macOS) en renderen van afbeeldingen (Windows).

### Firefox 71
Firefox 71 kwam uit op 3 december 2019. Wachtwoordmanager Lockwise en de beveiliging tegen tracking kregen hierin een update. Nieuw in Windows is de picture-in-picture-video, waarbij een video op een webpagina in een kadertje kan geplaatst worden dat over vensters, zelfs buiten de browser, getoond wordt. Er werd ook een native-MP3-decoder toegevoegd. Nog nieuw is de "kiosk mode", die maximaal de schermruimte vult (geen balken en knoppen) en bedoeld is voor gebruik op toestellen in bijvoorbeeld openbare plaatsen.

### Firefox 72
Firefox 72 verscheen op 7 januari 2020. In de beveiliging tegen tracking wordt nu ook fingerprinting geblokkeerd. De pop-ups die verschijnen om berichten te krijgen van bepaalde sites, worden voortaan minder opzichtig aangegeven in de adresbalk. Picture-in-picture-video werd uitgebreid naar Linux en Mac.

### Firefox 73
Firefox 73 werd uitgebracht op 11 februari 2020. Deze versie focust op de leesbaarheid: de zoomfunctie kan nu standaard aangepast worden in plaats van alleen op siteniveau en voor Windowsgebruikers die de functie "Hoog contrast" hebben aangezet, wordt tussen de achtergrondafbeelding en de tekst op een webpagina een achtergrondkleur geplaatst die de afbeelding lokaal verbergt. De gebruiker is hierdoor niet langer aangewezen op het volledig uitschakelen van achtergrondafbeeldingen.

### Firefox 74
Op 10 maart 2020 verscheen Firefox 74. In deze versie kunnen externe applicaties niet langer add-ons installeren, alleen nog de gebruiker. Die kan add-ons die door zulke applicaties werden geïnstalleerd nu ook verwijderen via de add-on-manager. De "Facebook Container" schermt Facebookgebruik af van ander surfgedrag, waardoor Facebook dat surfgedrag niet langer kan traceren. Bij sommige WebRTC-toepassingen wordt het IP-adres nu verhuld. Importeren van bladwijzers en geschiedenis vanuit Microsoft Edge is vereenvoudigd. Oorspronkelijk zou deze versie ook TLS 1.0 en 1.1 niet langer ondersteunen, waardoor sommige sites niet langer zouden geopend kunnen worden. Door de uitbraak van coronavirus SARS-CoV-2 werd dit echter uitgesteld, zodat sommige sites met info over de pandemie bereikbaar konden blijven.

### Firefox 75
Op 7 april 2020 werd Firefox 75 uitgebracht. Deze versie brengt een vernieuwde adresbalk, die onder meer beter geschikt is voor kleine laptopschermen en meteen de populairste pagina's van de gebruiker toont. Voor Linuxgebruikers is de installatie van Firefox veranderd, waardoor dit makkelijker moet gaan. Firefox ondersteunt nu ook het HTML-attribuut "loading" voor afbeeldingen, waarmee kan aangegeven worden of een afbeelding moet worden geladen samen met de pagina of pas wanneer die effectief in beeld komt.

### Firefox 76
Firefox 76 kwam uit op 5 mei 2020. Wachtwoordbeheerder Lockwise kreeg hierin een update die de gebruiker erop wijst wanneer een site een datalek heeft ondervonden en op welke sites de gebruiker hetzelfde wachtwoord gebruikt. Lockwise helpt ook bij het genereren van een veilig wachtwoord. Firefox ondersteunt nu ook Audio Worklets, waarmee complexere audioverwerking mogelijk is, zoals in Zoom, waardoor daar geen download meer voor nodig is. WebRender is ook beschikbaar voor nog meer Windowsgebruikers.

### Firefox 77
Firefox 77 werd op 2 juni 2020 uitgebracht. Hierin werd de ondersteuning van WebRender nog uitgebreider, voor middelgrote tot grote schermen. Webcertificaten staan nu op een daarvoor voorziene pagina binnen de browser. Britse gebruikers krijgen nu bij het openen van een nieuw tabblad een selectie van online artikels.

### Firefox 78
Firefox 78 kwam uit op 30 juni 2020. Het zal de laatste versie worden die macOS 10.9, 10.10 en 10.11 nog ondersteunt. Een nieuwe browserpagina, het Beveiligingsdashboard, toont rapporten over de beveiliging van de browser, zoals bescherming tegen tracking en lekken van wachtwoorden. WebRender is nu ingevoerd voor Windowsgebruikers met een GPU van Intel. TLS 1.0 en 1.1 zijn nu uitgeschakeld; surfen naar pagina's die dit nog gebruiken, zal een foutpagina oproepen. Deze functie zat ook even in versie 74. Versie 78 is een Extended Support Release, die voor langere tijd updates zal krijgen dan tussenliggende versies.

### Firefox 79
Firefox 79 verscheen op 28 juli 2020. Deze versie biedt nog verdere ondersteuning voor WebRender. In de bedrijfversie kan de gebruiker nu verplicht worden een hoofdwachtwoord in te geven. Verder zijn er in deze versie vooral een aantal bugs opgelost en zijn de ontwikkelaarshulpmiddelen uitgebreid.
Sinds deze versie wordt ook de Androidversie weer mee geüpdatet. Versie 79 verscheen daar op 27 augustus 2020. Die versie staat nu bekend onder de codenaam Firefox Daylight. Nieuwe opties zijn verbeterde bescherming tegen tracking, onbeperkt tabbladen openen en bundelen, een donkere modus en picture-in-picture. Daarnaast is privénavigatie met één tik beschikbaar en kan de navigatiebalk onderaan getoond worden.

### Firefox 80
Op 28 augustus 2020 kwam Firefox 80 uit. Deze versie kan ingesteld worden als de standaard pdf-lezer op het systeem. Andere wijzigingen zijn kleiner van aard, zoals allerlei fixes en uitbreidingen aan ontwikkelaarshulpmiddelen.
De Androidversie verscheen op 31 augustus. Belangrijkste vernieuwing daar is het terugkeren van de terug-knop.

### Firefox 81
Op 22 september 2020 werd Firefox 81 uitgebracht. Nieuw in deze versie is dat media die afgespeeld worden in Firefox bestuurd kunnen worden vanuit de hardware. Een nieuw thema, Alpenglow, werd ingevoerd. Er kwam een nieuwe pdf-lezer, die nu ook AcroForm ondersteunt, wat het later mogelijk moet maken om pdf-formulieren in te vullen, af te drukken en op te slaan. Bestanden met extensies xml, svg en webp kunnen nu in Firefox getoond worden na downloaden.
De Androidversie verscheen op dezelfde dag. Hierin werden enkele aanpassingen aan het gebruiksgemak uitgevoerd.

### Firefox 82
Firefox 82 werd uitgebracht op 20 oktober 2020. Hierin werd aandacht besteed aan de gebruikerservaring bij het bekijken van video's. De picture-in-picture-functie kreeg een andere opmaak en in macOS werd er een sneltoets toegevoegd. Dankzij DirectComposition (een techniek voor videodecodering via hardware) verbetert het CPU-gebruik door intensiever gebruik te maken van de GPU, waardoor de batterijduur verbetert. Deze versie belooft ook snellere opstart- en laadtijden. WebRender werd voor nog meer Windowsgebruikers geïmplementeerd.
De Androidversie biedt nu het heropenen van een gesloten tabblad aan en verwijdert cookies van websites die 30 dagen niet gebruikt zijn. Links vanuit andere apps openen kreeg een beter ondersteuning.

### Firefox 83
Firefox 83 kwam uit op 17 november 2020. Mozilla belooft dat deze versie dankzij de JavaScript-engine een stuk sneller pagina's laadt. Nieuw is een optie om enkel HTTPS-verbindingen toe te staan. De pdf-lezer kreeg een andere interface en ondersteunt nu interactieve formulieren (AcroForm). Gebruikers met een touchscreen kunnen nu pinchen om te zoomen. De picture-in-picture-modus kreeg sneltoetsen. Er werden aanpassingen doorgevoerd aan het presenteren tijdens een videoconferentie en bij de zoekfunctie in de adresbalk. Ook in deze versie is de ondersteuning voor WebRender uitgebreid naar meer systemen. Firefox 83 ondersteunt nu ook de CSS-functie om conische gradiënten te maken.
De Androidversie kreeg vooral ondersteuning voor sommige add-ons.

### Firefox 84
Op 15 december 2020 verscheen Firefox 84. Deze is de laatste die Adobe Flash ondersteunt. Net als in de vorige versies, kregen meerdere systeemtypes ondersteuning voor WebRender. Op Linux werd het alloceren van gedeeld geheugen vernieuwd, wat zou moeten leiden tot betere prestaties en een betere compatibiliteit met Docker. Deze versie heeft nu native ondersteuning voor Apple Silicon-processoren, waardoor ook voor macOS op zo'n systeem hogere prestaties beloofd worden.
In de Androidversie kunnen geopende tabs nu als raster getoond worden en kunnen downloads verwijderd worden binnen de app. Ook voor Android is de ondersteuning voor WebRender uitgebreid.

### Firefox 85
Firefox 85 kwam uit op 26 januari 2021. Nieuw in deze versie is beveiliging tegen zogeheten supercookies, die de gebruiker volgen en verborgen blijven in de browser. Bladwijzers werden makkelijker toegankelijk gemaakt door een extra functie op de werkbalk en doordat bij het openen van een nieuw tabblad nu ook meteen de bladwzijzers verschijnen. Zoals aangekondigd in de vorige versie, is de ondersteuning voor Adobe Flash geschrapt.
De Androidversie bevat voornamelijk enkele beveiligingsupdates.

### Firefox 86
Firefox 86 werd op 23 februari 2021 gelanceerd. Deze versie biedt een striktere instelling voor cookies, waardoor tracking over websites heen wordt vermeden. Nieuw is dat er meerdere video's tegelijk in de picture-in-picture-modus kunnen worden afgespeeld. Er werd gesleuteld aan de opmaak van het printscherm. Responsive afbeeldingen zijn voortaan mogelijk in CSS met behulp van image-set(). Verder zijn nog een aantal minder zichtbare beveiligingen doorgevoerd.
De Androidversie beperkte zich tot het invoeren van het striktere cookiebeleid.

### Firefox 87
Firefox 87 kwam uit op 23 maart 2021. De desktopversie introduceerde SmartBlock, een systeem waarmee minder pagina's niet goed laden in privénavigatie of met strikte trackingbeveiliging. Om te voorkomen dat ongewenste gegevens worden meegestuurd in de HTTP referer-headerveld, worden de verwijzende URL's in die header voortaan ingekort. Bij het zoeken op een pagina wordt in de scrollbar aangegeven waar in de tekst de gezochte term zich bevindt. Deze versie ondersteunt ook de schermlezer van macOS, VoiceOver. Verder zijn er nog aanpassingen aan de ontwikkelaarshulpmiddelen.
De versie voor Android bevat dezelfde aanpassing aan het referer-veld. Verder wordt een eenmalig bezochte webpagina niet meer getoond in de "Top Sites" en wordt bij het delen van een afbeelding niet langer de URL, maar de afbeelding zelf gedeeld.

### Firefox 88
Firefox 88 verscheen op 19 april 2021. In de desktopversie wordt nu JavaScript binnen pdf-documenten ondersteund. In deze versie wordt FTP uitgeschakeld, met de bedoeling dit helemaal niet meer te ondersteunen in een latere versie. Andere wijzigen betreffen vooral het gebruiksgemak.
De Androidversie kreeg een aanpassing in de zoekbalk: de browser toont nu suggesties voor de te gebruiker zoekrobot.

### Firefox 89
Firefox 89 werd uitgebracht op 1 juni 2021. De voornaamste wijziging in de desktopversie is de vormgeving, die op diverse vlakken werd bijgesteld. De browser zou zo meer focussen op het surfen en het aantal meldingen verlagen. Verder zijn in de privénavigatiemodus cookies standaard beperkt tot de website die ze heeft ingesteld. In macOS kan de browser nu ook in volledig scherm worden getoond, zonder werkbalken. Die functie bestond al langer voor Windows en Linux.
Ook de Androidversie bevat enkele aanpassingen aan de vormgeving. Zo zijn gesynchroniseerde en veelbezochte sites er duidelijker onderscheiden van de rest.

### Firefox 90
Firefox 90 werd op 13 juli 2021 uitgebracht. Voor Windowsgebruikers zijn er twee nieuwe opties: het automatisch updaten van Firefox zonder dat de applicatie draait en een nieuwe functiepagina about:third-party waarop de compatibiliteit met applicaties van derden kan worden bekeken. Voorts kan het "printen" van een webpagina als pdf-bestand nu ook werkende hyperlinks maken. FTP wordt niet langer ondersteund.
In de Androidversie kan voortaan informatie over creditcards worden opgeslagen. Een nieuwe cachingfunctie maakt het voorwaarts en achterwaarts navigeren sneller.

### Firefox 91
Firefox 91 kwam uit op 10 augustus 2021. Het opschonen van websitedata gebeurt intensiever: ook gegevens van embedded content kan nu mee gewist worden. Nieuw is een single-sign-on-functie voor Windowsaccounts. Bij privénavigatie wordt voortaan eerst naar een mogelijke HTTPS-verbinding gezocht alvorens terug te vallen op HTTP. Verder zijn er de gebruikelijke bugfixes en kleinere aanpassingen aan het gebruiksgemak.
In de Androidversie is een functie toegevoegd die na een nieuwe installatie vraagt om de browser als standaard in te stellen. EBay is toegevoegd als zoekrobotoptie. Verder zijn er nog wat aanpassingen aan het gebruiksgemak.

### Firefox 92
Firefox 92 werd gelanceerd op 7 september 2021. Op macOS worden nu de delen-opties van het systeem ondersteund en is er ondersteuning voor afbeeldingen met ICC v4-profielen. Bij het afspelen van video wordt het volledige kleurenspectrum nu ondersteund. Door gebruik te maken van de Alt-Svc-HTTP-header kan de browser nu vanzelf overschakelen op HTTPS. Er werd ook aandacht besteed aan het reduceren van gebeugengebruik en het verbeteren van de prestaties van JavaScript.
De Androidversie kreeg als nieuwigheid de ondersteuning van Web Authentication API, waarmee USB-tokens kunnen worden gebruikt voor authenticatie op een website.

### Firefox 93
Firefox 93 kwam uit op 6 oktober 2021. Deze versie ondersteunt AVIF-afbeeldingen. De ingebouwde pdf-lezer ondersteunt meer formulierelementen. Bij hoog geheugengebruik worden inactieve tabbladen inactief gemaakt. Voor gebruiker uit de VS is er de nieuwe functie Firefox Suggest, dat bij het invoeren in de adresbalk websitesuggesties doet op basis van eerdere zoekopdrachten. Sinds deze versie wordt het type "datetime-local" in een HTML-input-veld ondersteund. Verder zijn er aanpassingen aan veiligheid.
In de Androidversie kunnen gebruikersnamen en wachtwoorden automatisch ingevuld worden, ook in andere apps. Op tablets kreeg de werkbalk knoppen om vooruit en achteruit te navigeren en om te herladen.

### Firefox 94
Firefox 94 verscheen op 2 november 2021. In macOS wordt voortaan de energiebesparingsmodus van het systeem gevolgd voor het spelen van video's op volledig scherm. Tabbladen kunnen met about:unloads afgebroken worden zonder ze effectief te sluiten, om zo het systeem te ontlasten. In Linux werd gewerkt aan de performantie van WebGL en het energieverbruik. Nieuw is Site Isolation, waarmee processen binnen de browser afgezonderd worden om zo de beveiliging te verhogen. De Multi-Account Containers, waarmee pagina's in bepaalde sets ("containers") worden geopend die o.a. geen cookies uitwisselen, kreeg ondersteuning van Mozilla VPN, zodat elke container een andere VPN-server toegewezen kan krijgen. Firefox kreeg verder nog ondersteuning voor de Snap Layouts voor het een maand eerder verschenen Windows 11.
In Android werd de homepage van Firefox vernieuwd, met daarop de recente activiteit. Tabbladen die al twee weken niet geopend zijn, worden standaard in een lijst van inactieve tabs gezet.

### Firefox 95
Op 7 december 2021 kwam Firefox 95 uit. Deze versie is de eerste die in de Microsoft Store voor Windows te vinden is. Andere grote wijzigingen hebben betrekking op de beveiliging en voor MacOS het CPU- en geheugengebruik.
In de Androidversie is er bij de instellingen nu een onderdeel om de startpagina af te stellen. Verder zijn er nog andere kleine aanpassingen aan het gebruiksgemak.

### Firefox 96
Firefox 96 werd uitgebracht op 11 januari 2022. In deze versie krijgen alle cookies standaard het attribuut "SameSite=lax" ter preventie van cross-site request forgery. Er kwam ondersteuning voor het CSS-kenmerk "color-scheme", voor betere ondersteuning van lichte en donkere modi op webpagina's. Verder zijn er nog aanpassingen aan gebruiksgemak.
De Androidversie licht nu recent bezochte website uit.

### Firefox 97
Firefox 97 verscheen op 8 februari 2022. De belangrijkste nieuwigheid is dat de scrollbars nu de stijl van Windows 11 overnemen.
De Androidversie biedt voornamelijk wijzigingen aan gebruiksgemak en snelheid.

### Firefox 98
Op 10 maart 2022 werd Firefox 98 uitgebracht. De voornaamste wijziging betreft het downloaden van bestanden, wat standaard vanzelf begint, zonder dat de gebruiker nog moet bevestigen. Firefox ondersteunt nu ook het HTML-element dialog en de CSS-eigenschap hyphenate-character.
De Androidversie werd voorzien van enkele achtergronden voor de startpagina.

### Firefox 99
Firefox 99 verscheen op 5 april 2022. De sandbox in Linux werd beter afgesneden van X11. In de pdf-lezer kan nu gezocht worden.
In de Androidversie kunnen cookies en andere data gewist worden op het niveau van een specifiek domein.

### Firefox 100
Firefox 100 werd op 3 mei 2022 gelanceerd. In deze versie werd de picture-in-picture-functie wat uitgebreid: websites die WebVTT gebruiken, worden nu ondersteund, net als ondertitels van YouTube, Prime Video en Netflix. Gebruikers van macOS 11 of hoger kunnen nu HDR-video bekijken op YouTube. De spellingchecker kan sinds deze versie met meerdere talen tegelijk werken. Hardwareacceleratie voor AV1-video-decodering wordt ondersteund voor sommige grafische chips. Video-overlay wordt ondersteund op Intel-GPU's. In Linux en Windows 11 neemt de scrollbar geen plaats meer; als de muis wordt stilgehouden, verdwijnt hij.
De Androidversie kreeg extra achtergronden voor de hoofdpagina. Bladwijzers zijn nu doorzoekbaar en de geschiedenis werd aangepast. Nieuw is een modus waarin alleen HTTPS wordt toegestaan.

### Firefox 101
Firefox 101 kwam uit op 31 mei 2022. De gebruiker kan hierin zelf bepalen wat er moet gebeuren met gedownloade bestanden waarvan het MIME-type niet is geconfigureerd. Standaard wordt nu de CSS-media-query prefers-contrast ondersteund, waarmee kan worden aangegeven aan (ondersteunende) webpagina's dat die in een hoger of lager contrast moeten worden weergegeven. Er kwam ondersteuning voor het gebruik van meerdere microfoons tegelijk, met een schakeloptie tijdens videogesprekken die dit schakelen ondersteunen. Een andere toegevoegde ondersteuning is die voor logische viewport-eenheden en viewport-eenheden op basis van de viewport-afmetingen.
Nieuw in de Androidversie (versie 9 en hoger) is dat het vergrootglas kan worden gebruikt om de cursor te positioneren in webformulieren.

### Firefox 102
Op 28 juni 2022 kwam versie 102 uit. Voorname wijzigingen zijn de mogelijkheid om het downloadpaneel te openen voor elke download en het inperken van tracking met door query-parameters. In de ontwikkelaarshulpmiddelen kunnen stijlen nu gefilterd worden. Audiodecoding wordt in een apart proces in een sandbox uitgevoerd
De Androidversie bevat vooral tal van probleemoplossingen en een wijziging bij het updaten van creditcardgegevens.

### Firefox 103
Op 26 juli 2022 werd versie 103 uitgebracht. Third-party cookies worden sinds deze versie standaard maximaal afgeschermd. Andere grote wijzigingen betreffen vooral de performantie en het gebruiksgemak. Verplichte velden in pdf-bestanden worden uitgelicht, bij picture-in-picture kan de lettergrootte nu in dat venster zelf aangepast worden en knoppen in de tabbladwerkbalk kunnen nu met het toetsenbord bestuurd worden.
De Androidversie bevat alleen wat bugfixes.

### Firefox 104
Op 23 augustus 2022 kwam versie 104 uit. Deze versie brengt ondersteuning voor ondertitels voor Disney+ in picture-in-picture. De CSS-eigenschappen scroll-snap-stop en re-snapping worden nu ondersteund. Firefox Profiler biedt een analyse over het vermogensverbruik van een website. Als Firefox naar de achtergrond wordt gebracht, wordt het verbruik ervan verlaagd.
De bijhorende Androidversie biedt een functie voor het automatisch invullen van adresgegevens. De recente browsegeschiedenis kan nu ook gewist worden.

### Firefox 105
Firefox 105 werd op 20 september 2022 uitgebracht. Veranderingen zitten vooral achter de schermen (o.a. geheugengebruik, performantie). Windowsgebruikers kunnen nu swipen om te navigeren.
De Androidversie lost enkele problemen op. Daarnaast gebruikt Firefox er nu het standaardlettertype van het systeem als lettertype voor de interface.

### Firefox 106
Firefox 106 kwam uit op 18 oktober 2022. De pdf-lezer van deze versie kan nu ook gebruikt worden om pdf-bestanden te bewerken. Privénavigatie werd opgefrist. Op macOS kan tekst uit afbeeldingen worden gekopieerd. In Windows wordt Firefox de nieuwe standaardtoepassing voor pdf-bestanden als het programma ingesteld wordt als standaardbrowser en privénavigatie kan er ingesteld worden op de taakbalk. In de tabwerkbalk werd Firefox View ingevoerd, een pagina waarop een overzicht staat van recente pagina's en met andere toestellen gesynchroniseerde tabbladen. Tijdelijk kunnen er ook kleurprofielen voor de lay-out van de browser worden gevonden. Verder kreeg WebRTC een update naar versie 103.
De Androidversie kreeg op de hoofdpagina een sectie met recent gesynchroniseerde tabbladen. Voorts kwamen er een set van achtergronden voor de browser.

### Firefox 107
Firefox 107 werd uitgebracht op 15 november 2022. De vermogensprofiler ondersteunt nu ook Linux en Mac op Intel-processoren. De ontwikkelaarshulpmiddelen kregen een verbetering met betrekking tot het debuggen van WebExtensions.
Ondersteuning voor image-toetsenborden werd toegevoegd. Bij het selecteren van tekst kan de tekst vergroot worden weergegeven.

### Firefox 108
Op 13 december 2022 werd Firefox 108 uitgebracht. Deze versie biedt ondersteuning voor import maps in JavaSript. Op Windows 11 worden processen van tabbladen in de achtergrond in "efficiëntiemodus" gedraaid, waardoor die minder systeembronnen opeisen. Er kwam ondersteuning voor de Web MIDI-API
De Androidversie maakte het mogelijk om webpagina's als pdf te bewaren. Alle tabbladen van één map kunnen nu samen worden geopend in nieuwe of private tabbladen.

### Firefox 109
Versie 109 kwam uit op 17 januari 2023. Firefox introduceerde hierin "Manifest Version 3" voor add-ons, met het oog op het uitfaseren van de vorige versie. Het standaard HTML-element om een datum en tijd aan te geven, is herzien om aangestuurd te kunnen worden met alleen een toetsenbord. Het HTML-evenement scrollend is nu standaard toegestaan en kan gebruikt worden binnen de ontwikkelaarshulpmiddelen. Andere aanpassingen betreffen gebruiksgemak en beveiliging.
De Androidversie kreeg diverse aanpassingen aan gebruiksgemak, beveiliging en performantie.

### Firefox 110
Firefox 110 verscheen op 14 februari 2023. Nieuw is dat data zoals bladwijzers uit diversere browsers kan worden geïmporteerd; Opera en Vivaldi werden toegevoegd. In Windows is GPU-sandboxing toegevoegd. In macOS en Linux is GPU-versnelde Canvas2D standaard actief. De HTML-invoertypes date, time en datetime-local kunnen met een snelkoppeling geleegd worden. WebGL kreeg een performantie-verbetering. Er kwam ondersteuning voor pagina's die met behulp van CSS een naam toegekend krijgen. De afmetingen van een container kunnen nu ook gebruikt worden in CSS.
De Androidversie kreeg ondersteuning voor een aantal extra uitbreidingen. Het app-icoontje kan nu gestileerd worden volgens het gekozen thema in Android.

### Firefox 111
Op 14 maart 2023 verscheen Firefox 111. In Windows worden nu native notificaties gebruikt. Gebruikers van een Firefox-account en Firefox Relay kunnen nu in de wachtwoordbeheerder e-mailmaskers genereren. Het HTML-attribute rel wordt ondersteund in formuliervelden.
In de Androidversie kunnen voortaan pdf-bestanden bekeken worden zonder externe applicatie. In de Androidversie werd "Total Cookie Protection" ingevoerd, waarmee cookies kunnen beperkt worden tot de website waarop ze gemaakt zijn en niet worden gedeeld met andere sites.

### Firefox 112
Firefox 112 kwam uit op 11 april 2023. Hierin is ondersteuning voor de U2F-Javascript-API standaard uitgeschakeld. Gebruikers met een Intel-GPU kregen ondersteuning voor overlay van software-gedecodeerde video's. Verdere updates gaan over de beveiliging in de strikte modi. Ook het gebruiksgemak werd op enkele punten aangepast: zo kan bij het rechts klikken op een wachtwoordveld het wachtwoord worden getoond, is er een wissenknop toegevoegd bij date- en datetime-local-velden en kunnen gebruikers van Ubuntu nu data van Chromium importeren als die laatste via Snap is geïnstalleerd en Firefox niet.
De Androidversie lost vooral wat fouten en ongemakken op. Een extra touchbeweging werd toegevoegd: trekken aan de pagina herlaadt de pagina (pull-to-refresh).

### Firefox 113
Op 9 mei 2023 werd Firefox 113 uitgebracht. Deze versie kreeg een uitgebreidere picture-in-picture-functionaliteit. Het genereren van wachtwoorden maakt er nu ook met speciale tekens. Firefox ondersteunt nu ook AVIS (AV1-afbeeldingen met animaties). In de debugger kan een JavaScript-bestand nu overschreven worden. Er kwam ook verdere ondersteuning van WebRTC, van niveau 4 van de color-specificatie in CSS en de CSS-eigenschap forced-color-adjust. Daarnaast zijn er nog aanpassingen aan gebruiksgemak, toegankelijkheid en beveiliging in de privénavigatie.
In de Androidversie is het bewaren van pdf-bestanden vereenvoudigd en kwam er ondersteuning voor hardwareacceleratie van AV1-video-decodering en GPU-geaccelereerde Canvas2D.

### Firefox 114
Firefox 114 verscheen op 6 juni 2023. Deze versie ondersteunt de supports()-functie van CSS, waarmee beperkingen kunnen opgelegd worden bij @import. Gebruikers van Windows, macOS en Linux kunnen nu gebruik maken van FIDO2/WebAuthn-authenticators via USB. Verdere zijn er wat wijzigingen aan de interface en gebruiksgemak.
De Androidversie kreeg ondersteuning voor window.print() en in de pdf-viewer werd een "Open in app"-functie toegevoegd, waarmee de pdf in een andere app kan worden geopend. Het processorverbruik van achtergrondtabbladen werd verlaagd.

### Firefox 115
Op 4 juli 2023 verscheen Firefox 115. Omdat Microsoft begin 2023 niet langer ondersteuning biedt voor Windows 7 en 8, besloot Mozilla om van 115 de laatste versie te maken die ondersteund wordt op deze besturingssystemen. Ook voor macOS 10.12, 10.13 en 10.14 is dit de laatste versie. Nieuw is ondersteuning voor hardwarematige videodecodering voor Intel-GPU's. Systemen zonder H264-videodecodering kunnen nu terugvallen op OpenH264. De CSS-eigenschap animation-composition wordt ondersteund. Verder zijn er wijzigingen met betrekking tot gebruiksgemak.
Voor Android kreeg Firefox een wijziging in de adresbalk: een nieuwe knop maakt het mogelijk om te kiezen tussen zoekmachines en om te zoeken in bladwijzers en geschiedenis.

### Firefox 116
Firefox 116 werd uitgebracht op 1 augustus 2023. Grote nieuwigheden zitten vooral in gebruiksgemak: in de zijbalk kan makkelijker gewisseld worden tussen bladwijzers, geschiedenis en gesynchroniseerde tabs en deze balk kan vlotter naar de andere kant van het venster verplaatst worden of gesloten worden. In de picture-in-picturemodus werd een volumeschuifregelaar toegevoegd. Het HTML-attribuut dirname wordt nu ondersteund. Bestaande tekstannotaties kunnen nu bijgewerkt worden. Deze versie maakt het ook mogelijk om gelijk welk bestandstype van het systeem te kopiëren en vervolgens te plakken binnen de browser.
De Androidversie bevat vooral foutoplossingen.

### Firefox 117
Firefox 117 kwam uit op 29 augustus 2023. Op enkele aanpassingen aan gebruiksgemak en foutoplossingen na, kwam er ondersteuning voor RTCRtpScriptTransform, ReadableStream.from en de CSS-eigenschappen math-style en math-depth. Bij het CSS-kenmerk font-size wordt nu ook de waarde math ondersteund. In de ontwikkelaarshulpmiddelen kan de compatibiliteit van CSS-kenmerken binnen verschillende browsers bekeken worden.
De Androidversie kreeg eveneens ondersteuning voor ReadableStream.from en de hierboven vermelde CSS-eigenschappen en -waarde. Diverse bugs werden opgelost. Nieuw is dat er nu behalve tekst en HTML ook beeldmateriaal kan geplakt worden in contenteditable- en designMode-elementen.

### Firefox 118
Firefox 118 werd uitgebracht op 26 september 2023. Nieuw in deze versie is een vertaaloptie, waarbij de vertaling op het lokale systeem wordt uitgevoerd. Gebruikers van Google Meet kunnen nu video-effecten en een geblurde achtergrond gebruiken. Er kwam ondersteuning voor 10 nieuwe wiskundige functies in CSS: round, mod, rem, pow, sqrt, hypot, log, exp, abs, sign. HTML-element search wordt nu ook ondersteund. Andere updates betreffen gebruiksgemak en beveiliging.
In de Androidversie kan de pagina-inhoud nu geprint worden vanuit het browser- of deelmenu. Ook hier kwamen beveiligingsupdates en gebruiksgemakaanpassingen.

### Firefox 119
Op 24 oktober 2023 werd Firefox 119 uitgebracht. Hierin werd Firefox View uitgebreid, waarbij nu tabs van andere apparaten getoond worden. In pdf's kunnen afbeeldingen toegevoegd worden. Bij het overkomen van Chrome kan Firefox sommige extensies mee overnemen. In de CSS-functie attr() kan nu een terugvalwaarde worden meegegeven en de pseudo-elementen ::first-letter, ::cue en ::placeholder worden nu ondersteund. Veel andere updates betreffen veiligheid.
De Androidversie ondersteunt nu de CSS-mediaquery's prefers-contrast en prefers-reduced-transparency op Android 14.

### Firefox 120
Firefox 120 werd uitgebracht op 21 november 2023. Veel aanpassingen hebben betrekking op de privacy. Zo kunnen links nu met een functie gekopieerd worden zonder tracking-informatie. Firefox kan websites informeren dat de gebruiker niet wenst gevolgd te worden en niet wenst dat zijn data verkocht of gedeeld wordt. In privé- en strikte modus krijgen canvas-HTML-elementen beveiliging tegen fingerprinting. Gebruikers van Ubuntu kunnen nu Chromium-instellingen kopiëren naar Firefox indien ze beiden via Snap zijn geïnstalleerd. De API UserActivation werd toegevoegd. Daarmee kan met behulp van JavaScript worden gekeken of de gebruiker op de bewuste pagina actief is of was, bijvoorbeeld door te klikken. Ontwikkelaars kunnen offline gebruik van tabbladen simuleren. De CSS-lengtematen lh en rlh worden nu ondersteund, waardoor de afmetingen in functie van de lijnhoogte kunnen worden gespecificeerd. WebAssembly GC werd ingeschakeld, waardoor nieuwe computertalen binnen Firefox kunnen worden gedraaid.
De Androidversie focust vooral op het oplossen van problemen.

### Firefox 121
Firefox 121 verscheen op 19 december 2023. MacOS-gebruikers krijgen hierin ondersteuning voor stemcommando's. In Linux is Wayland compositor nu de standaard in plaats van XWayland, waardoor onder meer touch-eigenschappen en grafische instellingen beter ondersteund worden. Voor hyperlinks kan ingesteld worden dat ze altijd onderlijnd worden. Er kwam ondersteuning voor "lazy loading" van iframes, waarbij de inhoud pas geladen wordt als zo'n iframe in beeld komt. De CSS-selector :has() wordt nu ondersteund, net als de waarden hanging en each-line voor de CSS-eigenschap text-indent en de waarde balance voor de eigenschap text-wrap.
De Androidversie ondersteunt nu meer extensies. Verder werd ingezet op de instellingen rond trackers.

### Firefox 122
Op 23 januari 2024 verscheen Firefox 122. MacOS-gebruikers kunnen nu passkeys gebruiken die in de iCloud-sleutelhanger zijn opgeslagen. Gebruikers van Debian, Ubuntu en Linux Mint kunnen nu gebruikmaken van een .deb-bestand om Firefox te installeren. In het zoekveld worden afbeeldingen en beschrijvingen bij de voorstellen getoond. De vertaalfunctie kreeg een verbetering. Onder de motorkap werden ook diverse functies aangepast of uitgebreid. Zo wordt CSS-eigenschap offset-position nu ondersteund, net zoals meer mogelijke waarden voor offset-path. SVG-animaties zijn nu ook mogelijk met Synchronized Multimedia Integration Language (SMIL). Voor select-velden is er nu ondersteuning om hr (horizontale lijn) daarbinnen te gebruiken en het selectiemenu kan nu geopend worden met de methode showPicker.
De Androidversie kan nu als standaard pdf-lezer ingesteld worden. Er kwam ondersteuning voor Global Privacy Control, waarmee Firefox een website kan duidelijk maken dat de gebruiker niet wil dat zijn data verdeeld of verkocht wordt.

### Firefox 123
Firefox 123 kwam uit op 20 februari 2024. In Firefox View kan nu ruimer gezocht worden. Websites die niet goed werken in Firefox, kunnen gemeld worden. Andere wijzigingen hebben betrekking op de achterliggende programmatuur.
De Androidversie kreeg een wijziging in de useragent en aanverwanten in een aantal gevallen. De ARM64-CPU-architectuur onder Linux staat enerzijds bekend als "x86_64", anderzijds worden ARM en x86 onder Android weergegeven als "armv81"

### Firefox 124
Op 19 maart 2024 werd Firefox 124 gelanceerd. Nieuw is dat er in pdf's nu ook met het toetsenbord kan worden genavigeerd. Zoekmachine Qwant werd ingevoerd in meerdere talen en landen, waaronder België en Nederland. Andere uitbreidingen betreffen de backend en het gebruiksgemak, zoals aanpassingen aan Firefox View.
In Android werd "pull to refresh", waarmee de pagina vernieuwd wordt door naar beneden te slepen met de vinger, als standaard ingesteld. Bij gebruik van een muis is slepen en neerzetten actief.

### Firefox 125
Firefox 125 werd uitgebracht op 16 april 2024. In de pdf-lezer wordt markeren nu ondersteund. Firefox blokkeert automatisch downloads van websites die het als onbetrouwbaar bestempelt. Verder zijn er wat aanpassingen voor het gebruiksgemak. Achter de schermen kwam er ondersteuning voor de AV1-codec voor Encrypted Media Extensions, Unicode Text Segmentation in JavaScript en Web Proxy Auto-Discovery. De browser biedt ook nieuwe ondersteuning voor bepaalde HTML- en CSS-eigenschappen: het HTML-attribuut popover, de evenementen contextlost en contextrestored voor canvas-elementen, de web-API navigator.clipboard.readText() en de opties content-box en stroke-box voor CSS-kenmerk transform-box.
De Androidversie bevat vooral beveiligingsupdates en updates aan gebruiksgemak.

### Firefox 126
Op 14 mei 2024 werd Firefox 126 gelanceerd. Hierin werd onder meer ingezet op het verwijderen van tracking-informatie uit URL's bij het kopiëren of delen van links. Op macOS voor M3-Mac-systemen werd AV1-hardware-decodering-acceleratie ingevoerd. Er kwam ondersteuning voor zstandard-compressie als content-codering. NVIDIA RTX Video Super Resolution en NVIDIA RTX Video HDR kwamen beschikbaar. De CSS-pseudoklasse :state() voor custom elements.
De Androidversie kreeg vooral beveiligingsupdates en enkele kleine aanpassingen.

### Firefox 127
Versie 127 kwam uit op 11 juni 2024. Nieuw is dat Firefox automatisch kan opgestart worden bij het openen van Windows. Ingebedde audio-, video- en afbeeldingsbestanden die met HTTP worden gelinkt, zullen met HTTPS worden geladen op een HTTPS-pagina. Op Mac en Windows kunnen de wachtwoorden beveiligd worden met een inlogsysteem van het systeem, bijvoorbeeld een wachtwoord, een pincode of biometrische gegevens. Zogeheten DNS-prefetch werd mogelijk met de optie rel="dns-prefetch". Het maken van screenshots werd herzien. Ontwikkelaars kunnen het klembord benaderen met de functies navigator.clipboard.read()/write().
Voor de Androidversie werd ingezet op compileroptimalisatie, wat zou moeten resulteren in betere respons, hogere snelheid en lagere impact op de batterij. Er kwam ook een vertaalfunctie, waarbij de vertaling lokaal gebeurt en niet in de cloud.

### Firefox 128
Op 9 juli 2024 werd versie 128 gelanceerd. In deze versie kan vanuit het contextmenu een stuk taal vertaald worden. De experimentele Privacy Preserving Attribution API wordt ondersteund, wat een alternatief moet vormen voor tracking van de gebruiker voor advertenties. Firefox ondersteunt nu @property en relatieve kleuren in CSS. Verder zijn er nog aanpassingen aan gebruiksgemak, ontwikkelaarshulpmiddelen en veiligheid.
In de Androidversie kunnen nu wachtwoordbeheerders van derden gebruikt worden.

### Firefox 129
Firefox 129 kwam uit op 6 augustus 2024. Hierin werd de lezersweergave uitgebreid en is er een optie om een miniatuur van een tabblad weer te geven door erover te gaan met de muis. Er kwam daarnaast ondersteuning voor de CSS-regel @starting-style en de CSS-eigenschap transition-behavior.
In de Androidversie kunnen talen gedownload worden om offline vertalingen te vergemakkelijken.

### Firefox 130
Firefox 130 werd uitgebracht op 3 september 2024. Bij de instellingen is er een extra optie "Firefox Labs" toegevoegd voor experimentele inhoud. In dit menu zit een optie om een AI-chatbot toe te voegen aan de zijbalk en de optie om picture-in-picture automatisch te openen voor afspelende video's wanneer er van tabblad gewisseld wordt. In de vertaalfunctie werd een functie toegevoegd om in een vertaalde pagina een selectie van de pagina in andere talen om te zetten. Voor desktopsystemen werd de Web Codecs API ingevoerd om makkelijk toegang te krijgen tot encoders en decoders voor audio en video.
De Androidversie kreeg een wachtwoordgenerator mee voor gebruik waar een nieuw wachtwoord wordt gevraagd.

### Firefox 131
Firefox 131 kwam uit op 1 oktober 2024. In deze versie kunnen bepaalde toestemmingen (zoals locatie) tijdelijk toegekend worden. Wanneer er over een tabblad gegaan wordt met de muis, wordt een miniatuur ervan getoond.
De Androidversie werd bescherming ingebouwd tegen fingerprinters.

### Firefox 132
Op 29 oktober 2024 werd Firefox 132 gelanceerd. Er kwam hierin ondersteuning voor Microsoft PlayReady, rijkere kleurmogelijkheden voor Windows en macOS en voor gebruikers van macOS 15 of hoger ondersteuning voor de selectiemogelijkheden bij het delen van een scherm of venster.
De Androidversie kreeg vooral security-oplossingen en enkele aanpassingen aan het gebruiksgemak.

### Firefox 133
Firefox 133 kwam uit op 26 november 2024. Er werd een functie ingebouwd tegen "redirect tracking". In het tabmenu staan nu tabbladen die geopend zijn op andere apparaten. In Windows werd GPU-geaccelereerde Canvas2D standaard aangezet.
In de Androidversie wordt surfen in desktop-modus standaard voor grotere apparaten.

### Firefox 134
Op 7 januari 2025 werd Firefox 134 gelanceerd. In Windows is hardwareversnelling van HEVC-video's nu ondersteund. Ecosia is beschikbaar gesteld als zoekmachine in verschillende Europese landen, waaronder België en Nederland. Gebruikers uit de VS en Canada krijgen een nieuwe lay-out voor het scherm bij het openen van een nieuw tabblad. Het blokkeren van pop-ups zou minder streng zijn, waardoor minder pop-ups foutief geblokkeerd worden.
De Androidversie bevat beveilingsoplossingen.

### Firefox 135
Firefox 135 verscheen op 4 februari 2025. Enkele van de bètafuncties (automatisch invullen van creditcarddata, AI-chatbots) worden geleidelijk ingevoerd. Vele aanpassingen hebben betrekking op de beveiliging.
De Androidversie kan crash-rapporten nu automatisch doorsturen. Verdere updates gaan over beveiliging, probleemoplossingen en kwaliteitsverbeteringen.

### Firefox 136
Op 4 maart 2025 werd Firefox 136 uitgebracht. Hierin is er gewerkt aan de lay-out: een extra zijdelingse toolbar biedt een snelle toegang tot het openen van de zijbalk en geopende tabs kunnen nu ook verticaal gezet worden in plaats van horizontaal. Enkele ingebedde elementen van sociale media die in strikte modi niet getoond worden, kunnen selectief weer ingeschakeld worden. Op macOS kan HEVC-video nu met de hardware geaccelereerd worden. Op Linux is voor AMD-GPU's hardwarematige video-decodering ingevoerd. Voor Linux is er nu ook een Firefoxversie voor de ARM64-architectuur. Onder de motorkap kwam er onder meer ondersteuning voor de CSS-pseudoklassen :open en :has-slotted.
In de Androidversie werd de Web Compatibility Reporting Tool ingevoerd, waarmee websites kunnen gemeld worden die niet werken in Firefox, maar wel in andere browsers. De browser kan nu ook detecteren of het toetsenbord autocorrectie ondersteunt en daar dan ook suggesties mee doen.

### Firefox 137
Firefox 137 kwam op 1 april 2025 uit. De grootste nieuwigheden worden progressief uitgebracht, dus niet voor iedereen tegelijk. Het gaat om de mogelijkheid om tabbladen te groeperen en het ondertekenen van pdf-bestanden, het gebruik van de adresbalk als rekenmachine en aanpassingen aan de zoekfunctie van de adresbalk: selectie van zoekrobot, verfijningen aanbrengen aan de zoekterm, detectie van websites met zoekfunctie, trefwoorden voor het zoeken in bladwijzers, geschiedenis, tabbladen en acties. Verder kan Firefox in pdf-bestanden links herkennen en worden die hyperlinks. Voor Linux-gebruikers werd HEVC-playback ingevoerd. In de ontwikkelaarsfuncties kan meer informatie over een lettertype op de webpagina weergegeven worden. De CSS-eigenschap hyphenate-limit-chars wordt ondersteund.
In de Androidversie is de grootste wijziging het ondersteunen van HEVC.

### Firefox 138
Op 29 april 2025 kwam Firefox 138 uit. De opvallendste wijziging is een nieuw managementsysteem voor browserprofielen. Andere wijzigingen hebben betrekking op gebruiksgemak en opmaak, naast beveilingsupdates en ontwikkelaarshulpmiddelen.
De Androidversie kreeg de mogelijkheid om tabbladen te sorteren. Gedownloade bestanden of hun URL kunnen vanuit het downloadvenster gedeeld worden.

### Firefox 139
Op 27 mei 2025 werd Firefox 139 uitgebracht. Hierin kwamen aanpassingen aan de automatische vertalingen en de achtergrondinstellingen voor een nieuw tabblad. Een experimentele functie maakt het mogelijk om een voorvertoning van de site te tonen van de link waarover de gebruiker met de cursor gaat.
De Androidversie focust op gebruiksgemak: een nieuwe sortering van bladwijzers en het downloadoverzicht en de nieuwsfeeds werden herzien.

### Firefox 140
Versie 140 werd op 24 juni 2025 gelanceerd. Tabbladen kunnen nu verticaal geplaatst worden en de ruimte voor gepinde tabbladen kan aangepast worden. Tabbladen kunnen ook "ontladen" worden, waardoor geheugen en processorcapaciteit vrijgemaakt worden. Er werden meer zoekmachines ingevoerd. De dienst Pocket verdween uit de werkbalk, aangezien de dienst wordt opgedoekt. Het HTML-attribuut aria-keyshortcuts wordt vanaf deze versie ondersteund, net als het HTML-event pointerrawupdate.
De Androidversie kreeg een update aan de bladwijzermanager en tabbladen in privénavigatie kunnen nu beveiligd worden met vingerafdruk of de toegangscode van het apparaat.

### Firefox 141
Op 22 juli 2025 werd Firefox 141 uitgebracht. Met behulp van lokaal uitgevoerde kunstmatige intelligentie groepeert de browser zelf gelijkaardige tabs in groepen, met bijpassende naamsuggestie. Die functie wordt gelijkelijk ingevoerd. Het verticaal plaatsen van tabbladen werd gebruiksvriendelijker gemaakt. De adresbalk kan gebruikt worden om eenheden om te zetten. Op Windows werd gebruik van de WebGPU-API ingeschakeld. HTML-attribuut closedby en -eigenschap closedBy worden nu ondersteund.
Voor Android kwam er de mogelijkheid om lokaal opgeslagen pdf's te delen vanuit de app. De adresbalk zet de domeinnaam van een URL meer in de verf. Progressief ingevoerde aanpassingen zijn een nieuw menu en het blokkeren van private tabs bij inactiviteit door de gebruiker en het deblokkeren met pincode, gezichtsherkenning of vingerafdruk.

### Firefox 142
Op 19 augustus 2025 kwam Firefox 142 uit. Voor enkele Engelstalige versies van de browser worden Link Previews ingevoerd, waarmee de gebruiker een voorvertoning van de pagina achter een link kan zien. Aanvullend kan met behulp van AI bijhorende informatie worden getoond. Verdere grotere aanpassingen gaan over opmaak en gebruiksgemak.
De Androidversie focust voornamelijk op aanpassingen aan het gebruiksgemak.